# 北京首都国际机场三号航站楼
40°03′56″N 116°36′28″E / 40.0655°N 116.6077°E

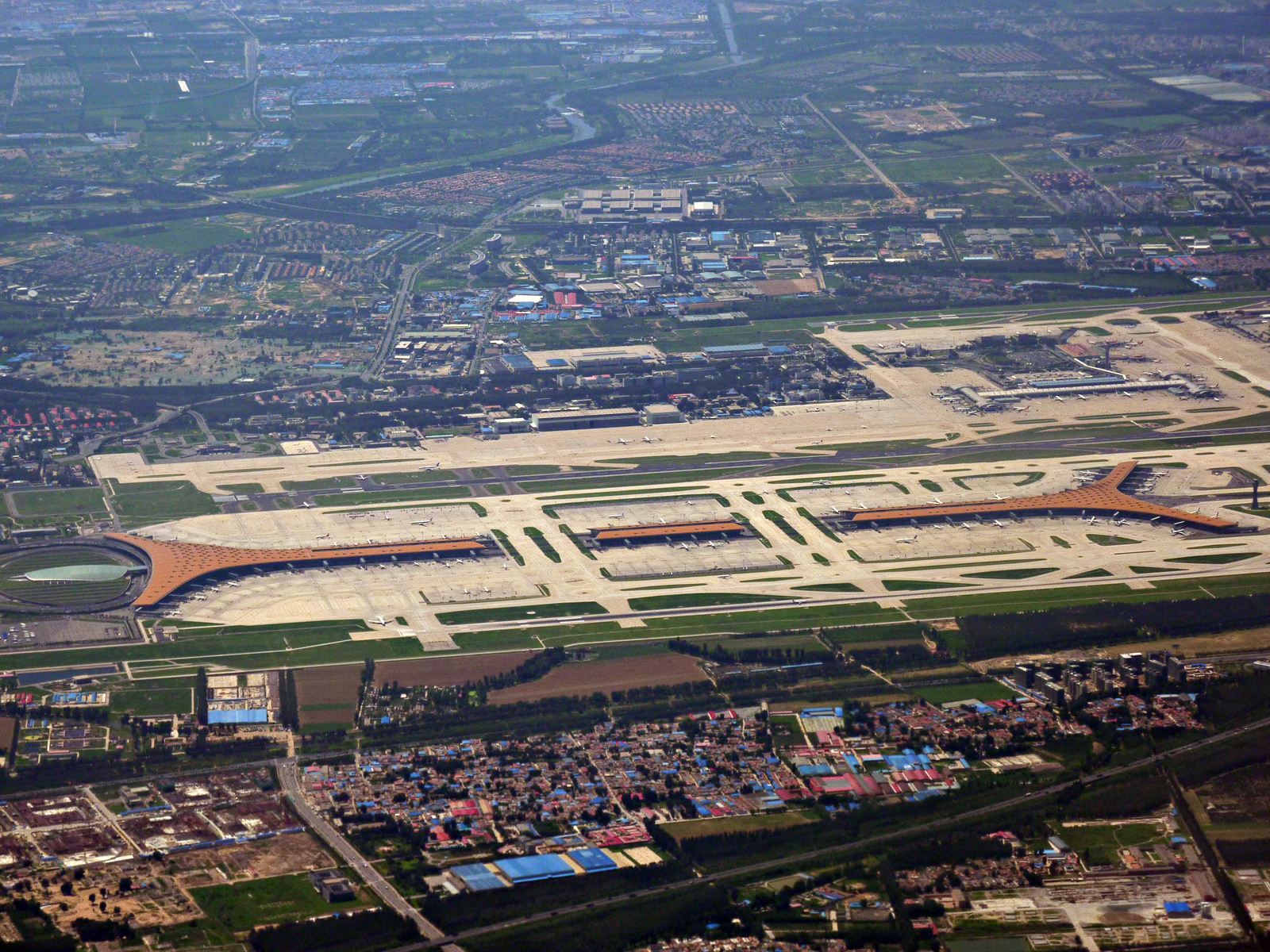
北京首都国际机场三号航站楼鸟瞰

北京首都国际机场三号航站楼，简称首都机场三号航站楼或首都机场T3航站楼，是中华人民共和国北京市北京首都国际机场的三座现役航站楼之一。在北京大興國際機場建成前，曾是中国大陆建筑面积最大的单体航站楼。该航站楼由荷兰机场顾问公司（NACO）、英国建筑师诺曼·福斯特、奥雅纳工程（ARUP）组成的联合体共同设计，2003年招标建设，2007年11月23日主楼建成投用，成为北京举办2008年第二十九届夏季奥运会的门户。大楼由三个部分的航站楼和一座地面运输中心（GTC）组成，占地面积1.3万平方米，建筑面积达98.6万平方米。大楼属于诺曼·福斯特的现代主义“高技派”风格，以紫禁城的红黄二色为主色调，Y型大楼高耸的金黄色屋顶兼顾了空气动力学设计与中国传统“飞龙”意象，大楼内部也具备清晰和高品质的流线设计。大楼通过第二机场高速、北京地铁首都机场线与北京市区连接，通过内部建设的APM自动捷运系统连接各客运大楼。预计到2020年，北京首都国际机场三号航站楼年旅客吞吐量将突破5000万人次。

## 历史

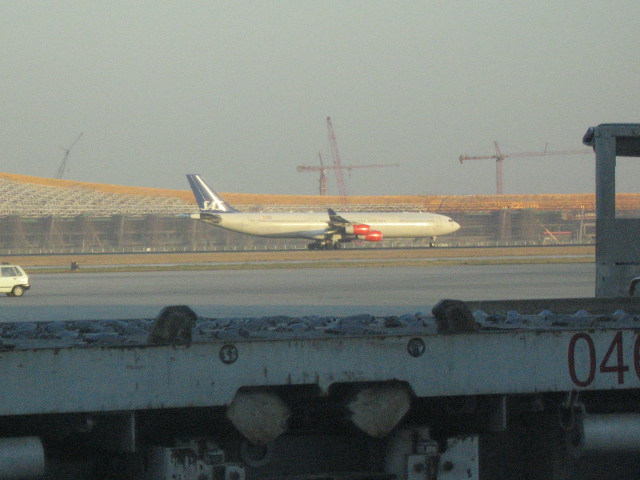
建设中的3号航站楼（2005年11月摄）

### 背景
在2007年，北京首都国际机场已成为世界第八繁忙的机场，旅客吞吐量超过5200万人次。而机场已有航站楼远不能满足快速增长的航空旅行需求，1号和2号航站楼都在建成后不久陷入了超负荷运转状态。同时，北京市将在2008年8月举办第29届夏季奥运会，预计旅客数量还会有一个较大提升。为了在奥运期间向世界展示中国快速发展的全新面貌以及满足快速增长的航空需求，中华人民共和国政府在奥运申办过程中承诺改善交通状况，并于2002年由北京市政府和中国民航局共同提出扩建建议。机场扩建计划经论证确定使用从原有机场范围向东扩展，在现有第二跑道以东建设第三跑道，并且在两根跑道间建设新航站楼。新航站楼建成后，需要让机场的承载能力达到8000万人次/年。

### 规划
- 2002年9月27日，中华人民共和国民航总局和北京市联合上报了首都机场扩建的项目建议书。
- 2003年3月27日，中国国际工程咨询公司受国家计委委托，召开了首都机场扩建工程预可研报告评估会。
- 2003年8月20日，中华人民共和国国务院第18次常务会议研究，同意首都机场按2015年6000万人次立项扩建，2008年之前完成，迎接2008年北京奥运会。
- 2003年8月30日，中华人民共和国国家发改委正式批复了首都机场扩建工程项目。
- 2003年9月17日，北京市政府、中华人民共和国民航总局、国家发改委领导视察T3航站楼建筑方案。
- 2003年9月25日，新航站楼的计划建设地点天竺镇龙山村启动拆迁工作，其后仁和镇塔河村、天竺镇桃山村也开始整建制拆迁，2006年6月底搬迁完毕[8]。
- 2003年10月29日，国务院第26次常务会研究确定采用NFA设计联合体（NACO-Foster福斯特-ARUP奥雅纳）提交的方案进行扩建。
- 2003年11月28日，中咨公司完成扩建工程可行性研究报告的专家评估。
- 2003年12月1日，NFA联合体和北京院在首都机场宾馆组建了联合设计办公室。
- 2003年12月15日，NFA联合体和北京院联合提交了航站楼优化方案上报北京市规划委员会，并提交给机场运营相关的各驻场单位进行评审。
- 2004年2月28日，北京市建筑设计研究院与NFA设计联合体签订了 T3设计分包合同。
- 2004年3月12日，国家发改委批复首都机场扩建工程可行性研究报告。
- 2004年3月20日，NFA联合体和北京院完成T3航站楼初步设计并上报审查。[7]

### 兴建
- 2004年3月28日，北京首都国际机场扩建工程开工奠基。

- 2004年6月30日，北京市建筑设计研究院完成T3A、T3B、GTC +/-0 以下施工图设计。
- 2004年12月30日，北京市建筑设计研究院完成T3A、T3B、GTC +/-0 以上施工图设计。
- 2005年6月30日，航站楼混凝土主体结构完成。
- 2006年3月1日，航站楼钢结构工程完成。
- 2006年10月30日，航站楼屋面、幕墙主要外围护结构完成，建设工程全面进入内装修及设备安装阶段。
- 2007年11月26日，航站楼、地面交通中心通过工程联合验收。[7]

### 卫星厅
- 2008年2月29日，三号航站楼T3C、卫星厅T3E部分正式投入使用。[9]
- 2008年7月8日，卫星厅T3D短暂启用作为奥运会包机和专机专用楼。[10]
- 2013年4月18日，卫星厅T3D被改造为国内航站楼，正式投入使用。[11]
- 2021年，T3D被划为2022年北京冬奥会和冬残奥会的涉奥人员入境通道，T3C和T3E航站楼冬奥保障专区则作为离境通道使用[12]。
- 2023年3月26日，T3D重新用于国内线[13]。

## 设计

北京首都国际机场三号航站楼设计
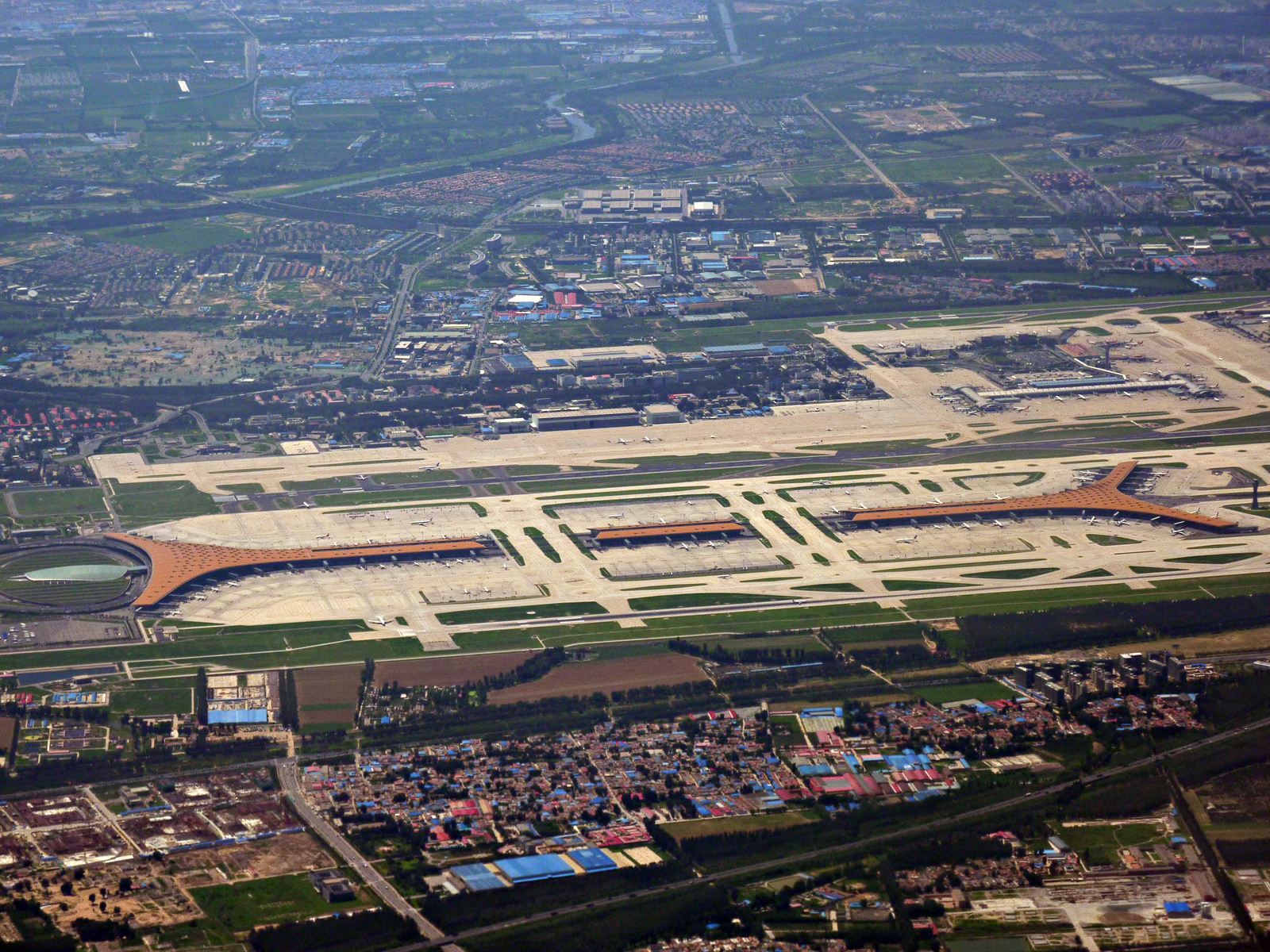
T3航站楼整体鸟瞰
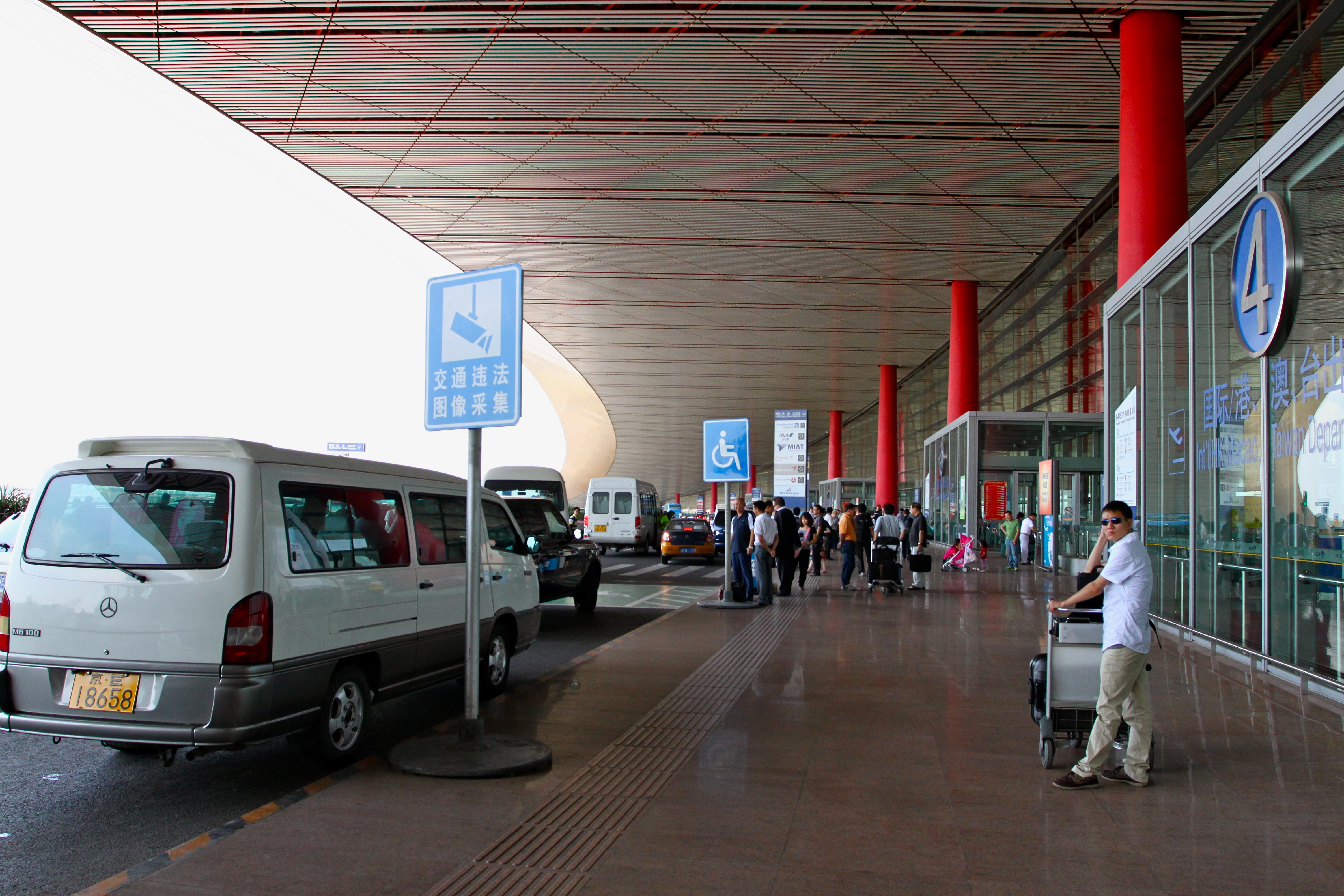
航站楼长达40余米的巨大挑檐
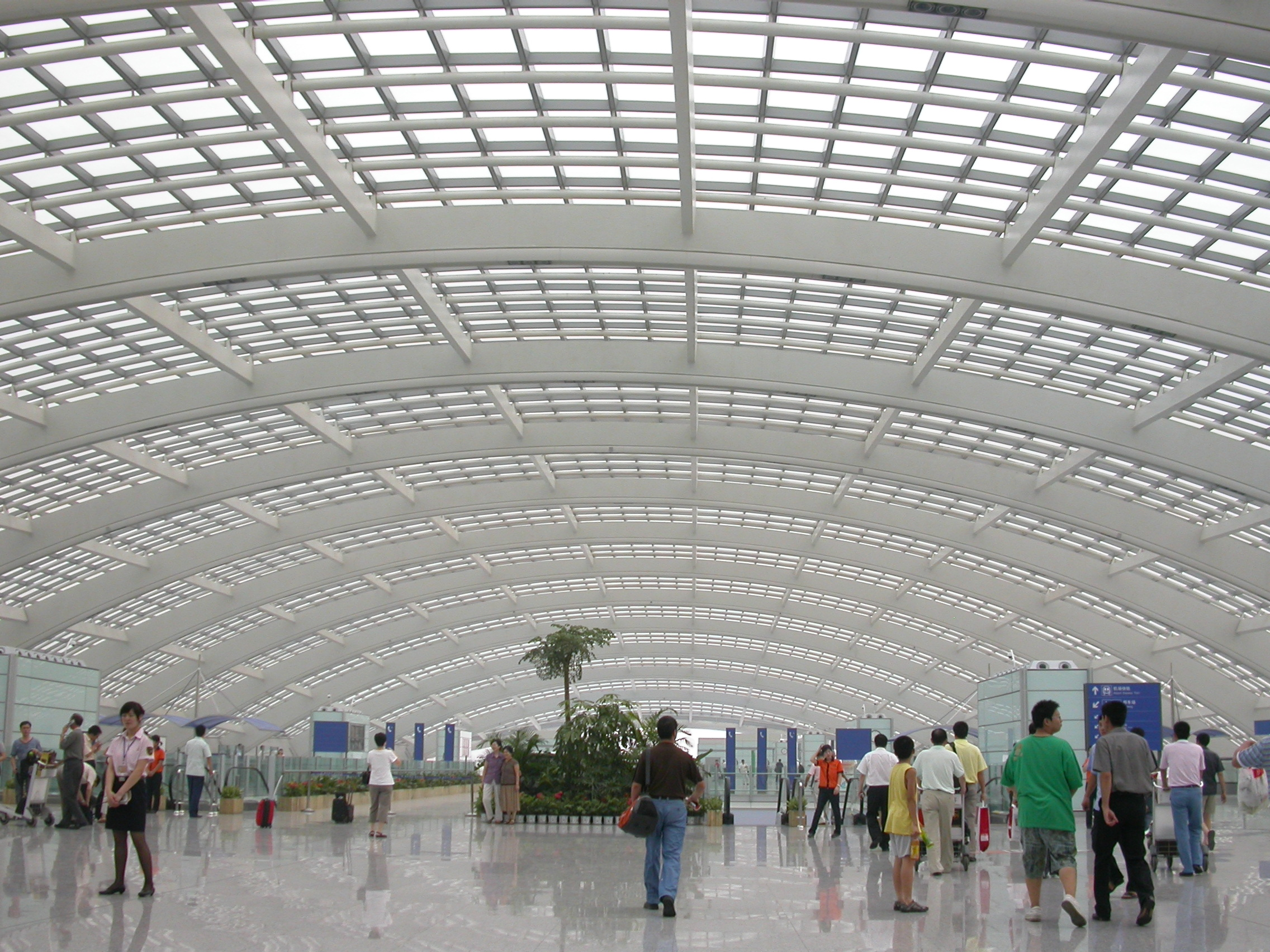
地面交通中心内部
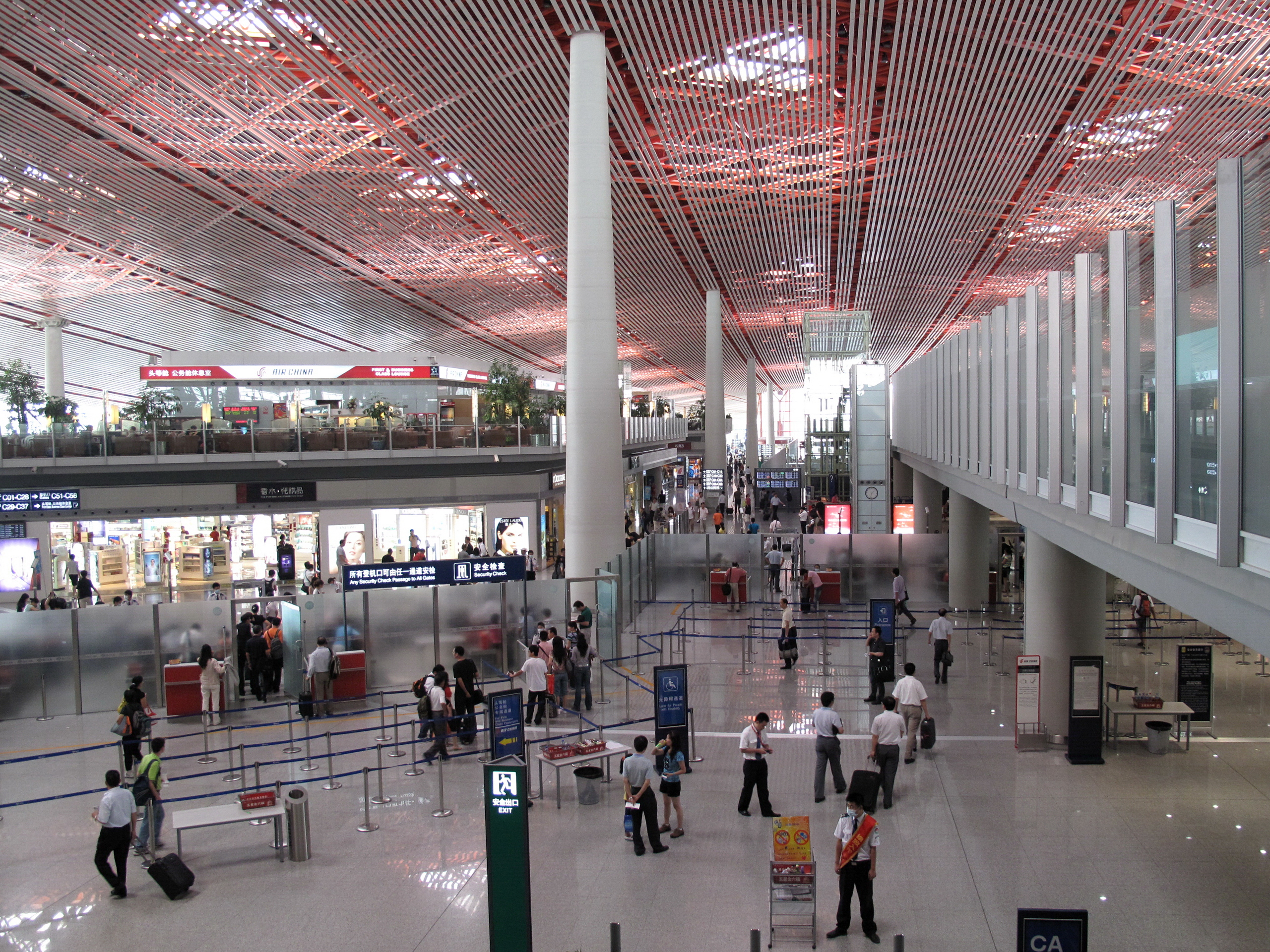
T3航站楼内部安检边检区
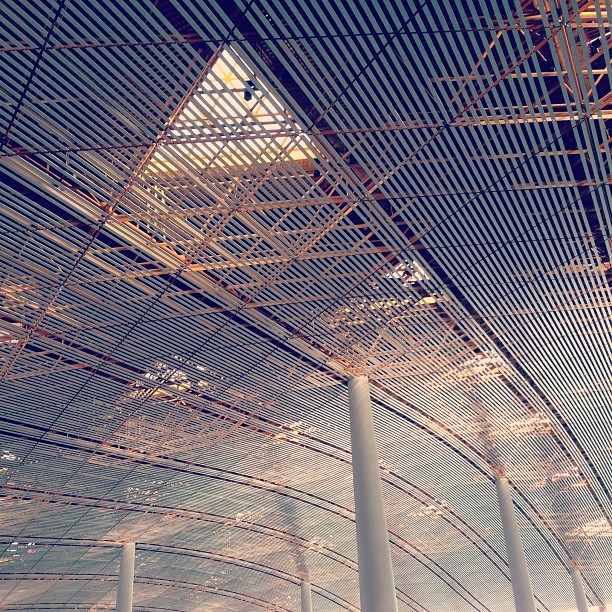
航站楼屋顶“龙鳞”状的三角形天窗
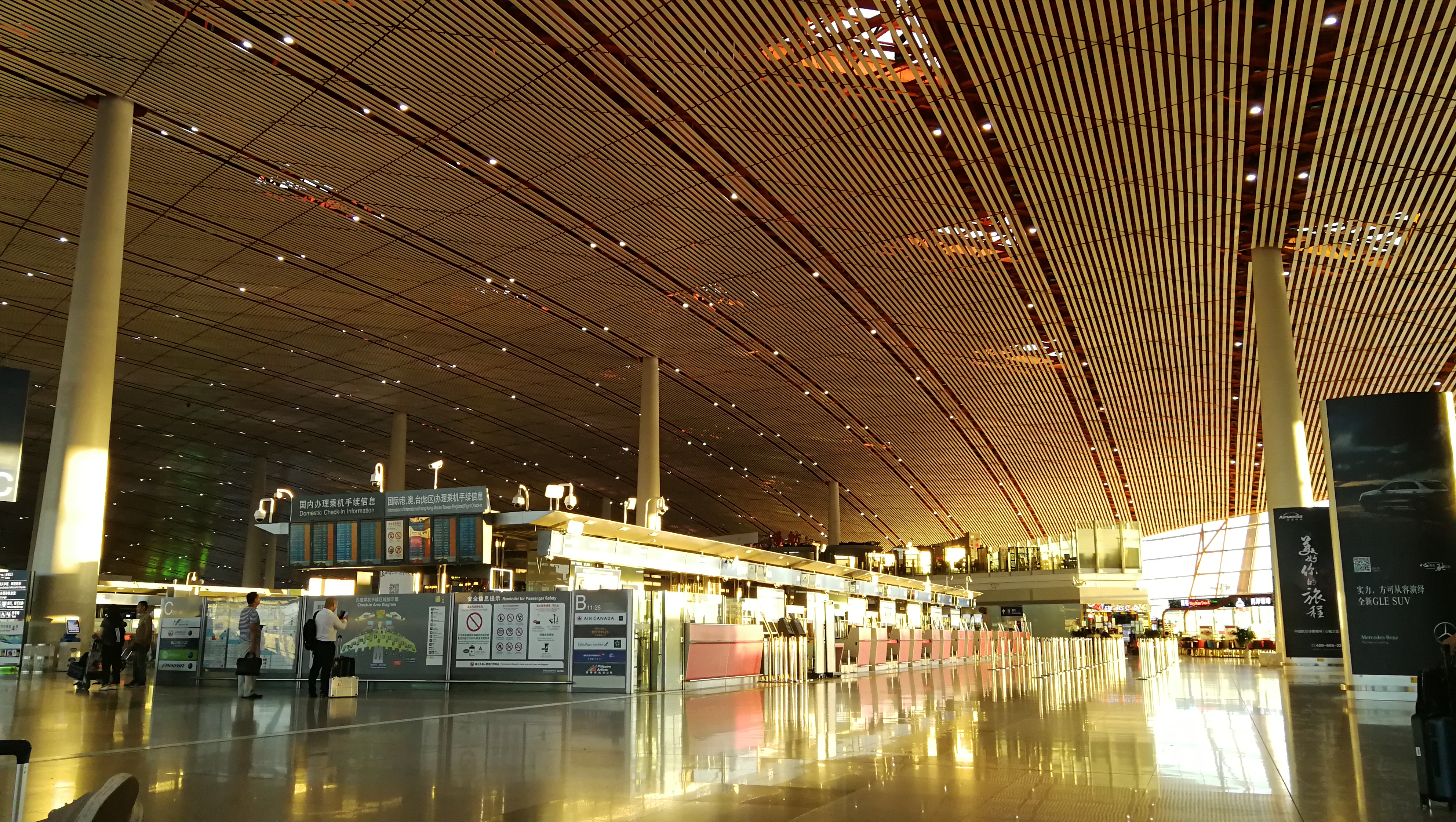
T3航站楼值机大厅
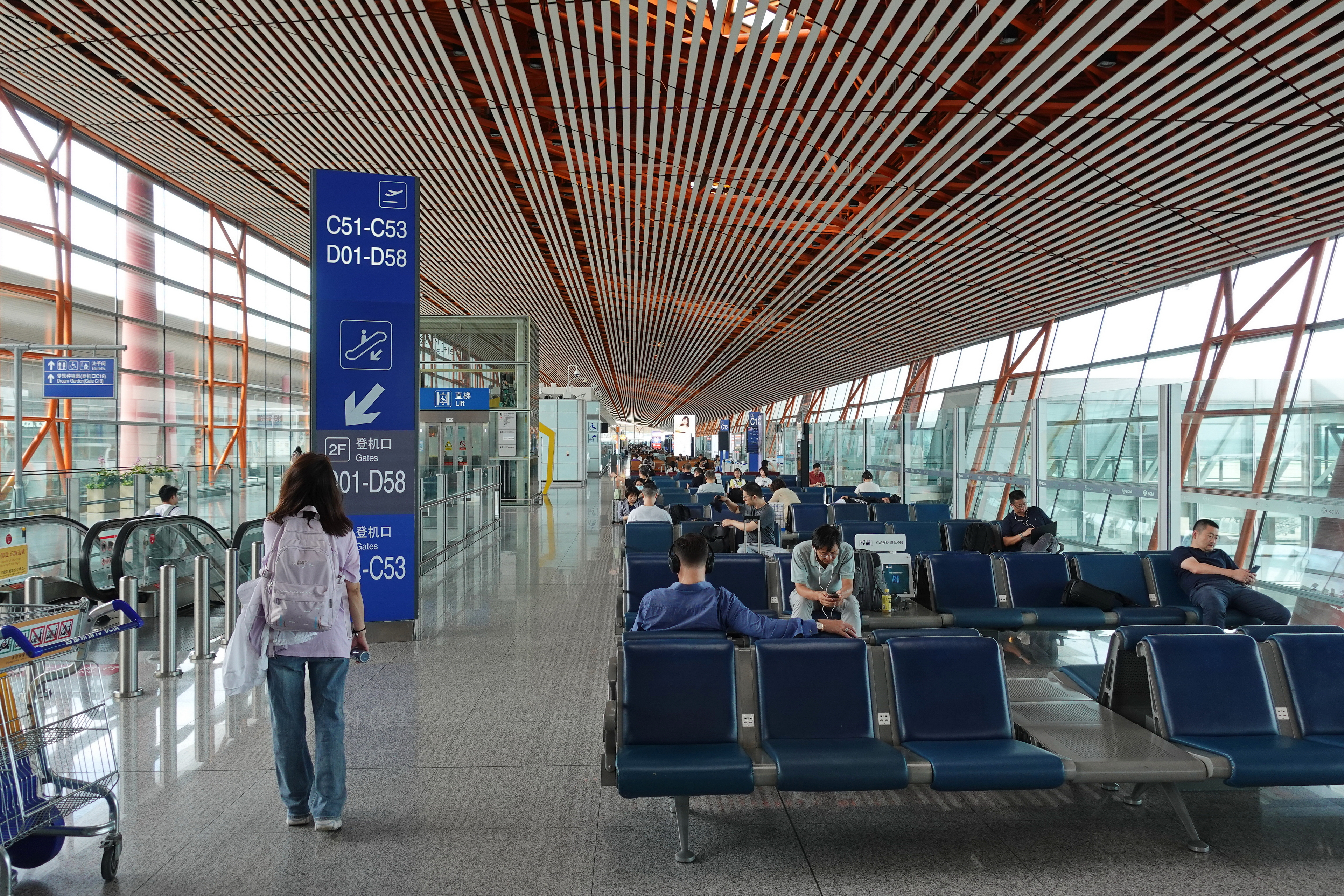
3号航站楼国内出发层候机厅
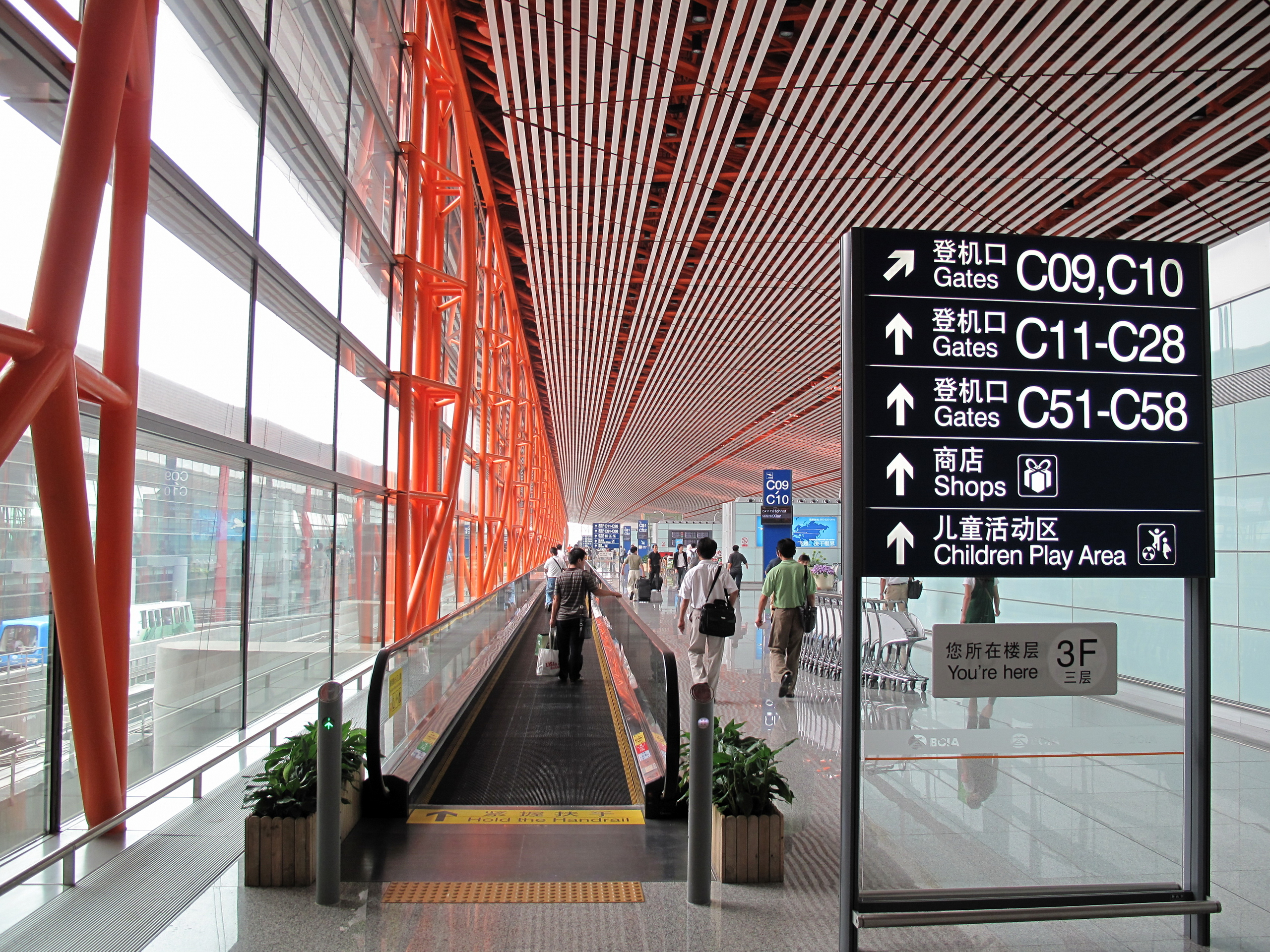
T3C航站楼的自动人行道和登机区
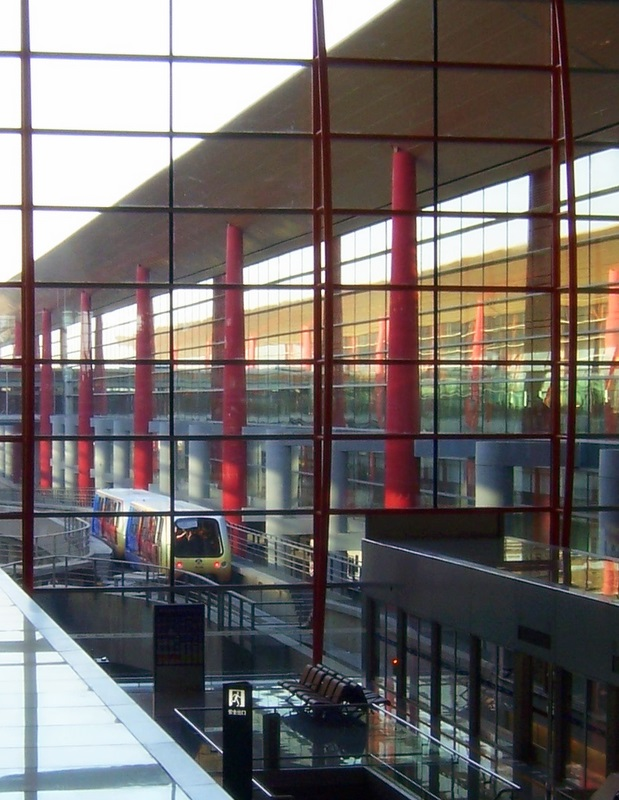
航站楼各部分间的自动捷运列车

### 概览
北京首都国际机场三号航站楼由英国建筑师诺曼·福斯特领衔设计。大楼的设计旨在“让全世界感受到中国的迅速变化”，强调巨大的体量和高度现代化的设施。大楼属于现代主义中的高技派建筑，设计继承自香港国际机场一号客运大楼，强调高新技术在建筑中的运用。大楼整体由两座Y型客运大楼、一座直线型连接大楼、最前方的卵形地面交通中心连接而成，其形状可在首都国际机场平行的第二、第三跑道间1525米的可用间距里容纳最多的停机位，同时满足迄今世界最大客机A380的停靠要求。航站楼被分割为三个部分，留出滑行道用于空侧调配。大楼顶部是拥有流畅三维曲面、覆以与故宫琉璃瓦相同黄色的巨大空气动力学屋顶，仅用数量有限的清水混凝土巨型立柱支撑。最外排的钢制立柱则漆以“帝王红”来与中国传统文化相呼应。建筑内部旅客导向流线清晰，地面运输中心和自动捷运系统被刻意设置在地面以保证充足的自然照明和最短的旅客步行距离。大楼内部的屋顶通过由红至黄的色彩渐变实现对旅客自然而然的引导，外翻的天窗也在保证建筑环保特性的同时象征了“龙鳞”元素。
大楼通体采取了玻璃幕墙和较小的进深，这样能够让自然光尽量照入航站楼内，减少使用人工照明，降低能耗。同时，屋顶也设置了数十个三角形天窗，严格朝向东南方以获得最佳日照光线效果。天窗设置有双层玻璃和遮蔽系统，可以避免太阳光直射造成室内温度过高。大楼的玻璃幕墙采用了“悬挂幕墙体系”技术，结合了水平结构构件和幕墙遮阳功能，减小阳光和热量造成的室内气温波动幅度。地面交通中心架空于椭圆绿色景观之上，搭配入港道路两侧高大的树木组成航站楼外的绿化环境。内部则在自动捷运轨道两侧种植了充满地方风格的绿色植物，形成贯穿航站楼的一条绿色廊道。为了保证节能效果和大跨度的室内空间，航站楼内并未采用传统的侧面或者屋顶空调送风，而是在地面布置若干个侧面有送风口的岛式立管综合建筑，提供空调送风、消防设施、电器设施、信息显示设备等等服务设施，它被称为“罗盘箱送风系统（Binnacle）”。该系统同样在先前的香港国际机场一号客运大楼中得到了率先运用。这套系统更加适应高大空间，通过只对人员活动区进行空气调节，来达到兼顾节能和保证人员活动区空气质量的目的。

### 区域划分

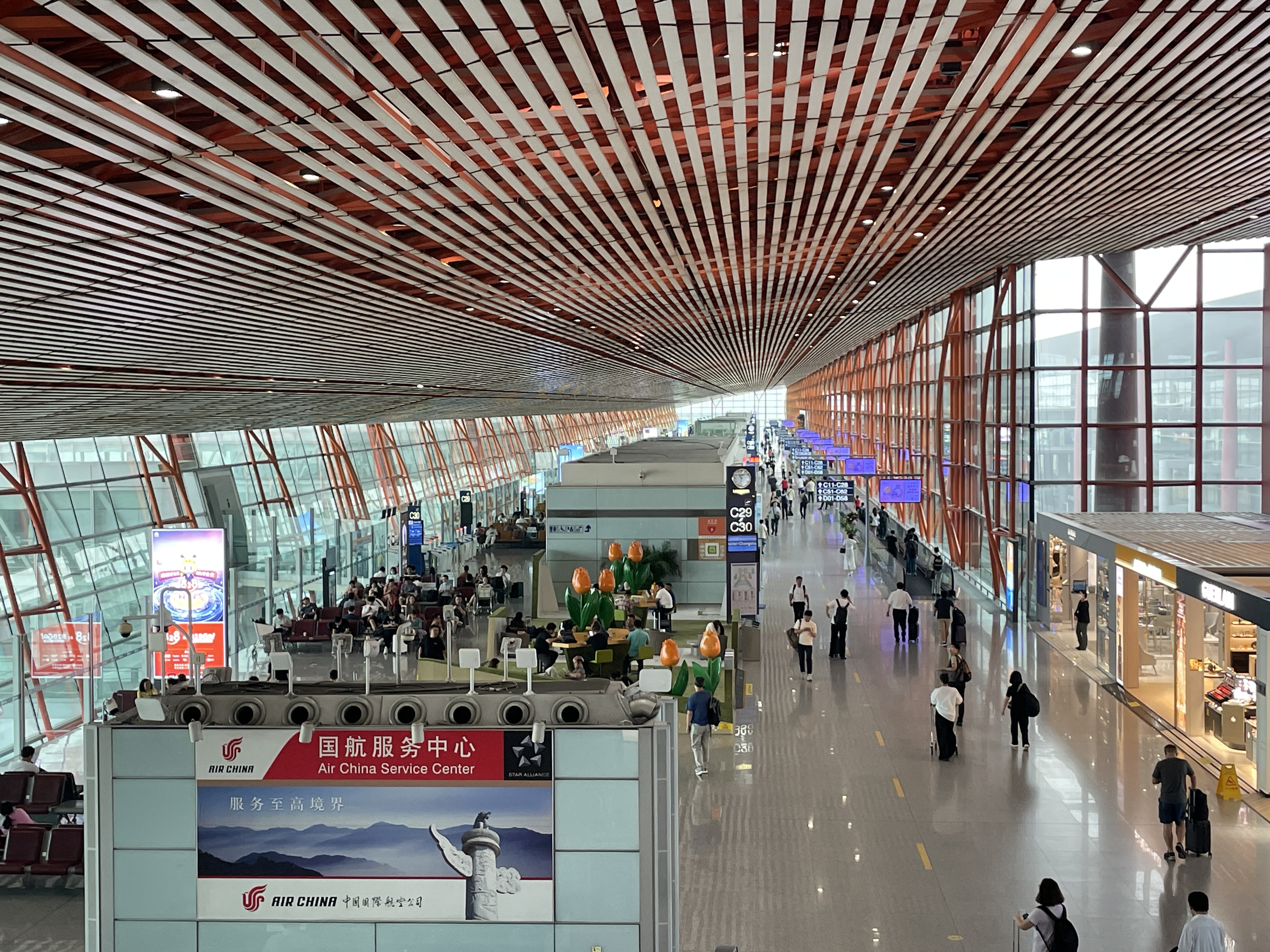
T3-C的南北向条纹天花板

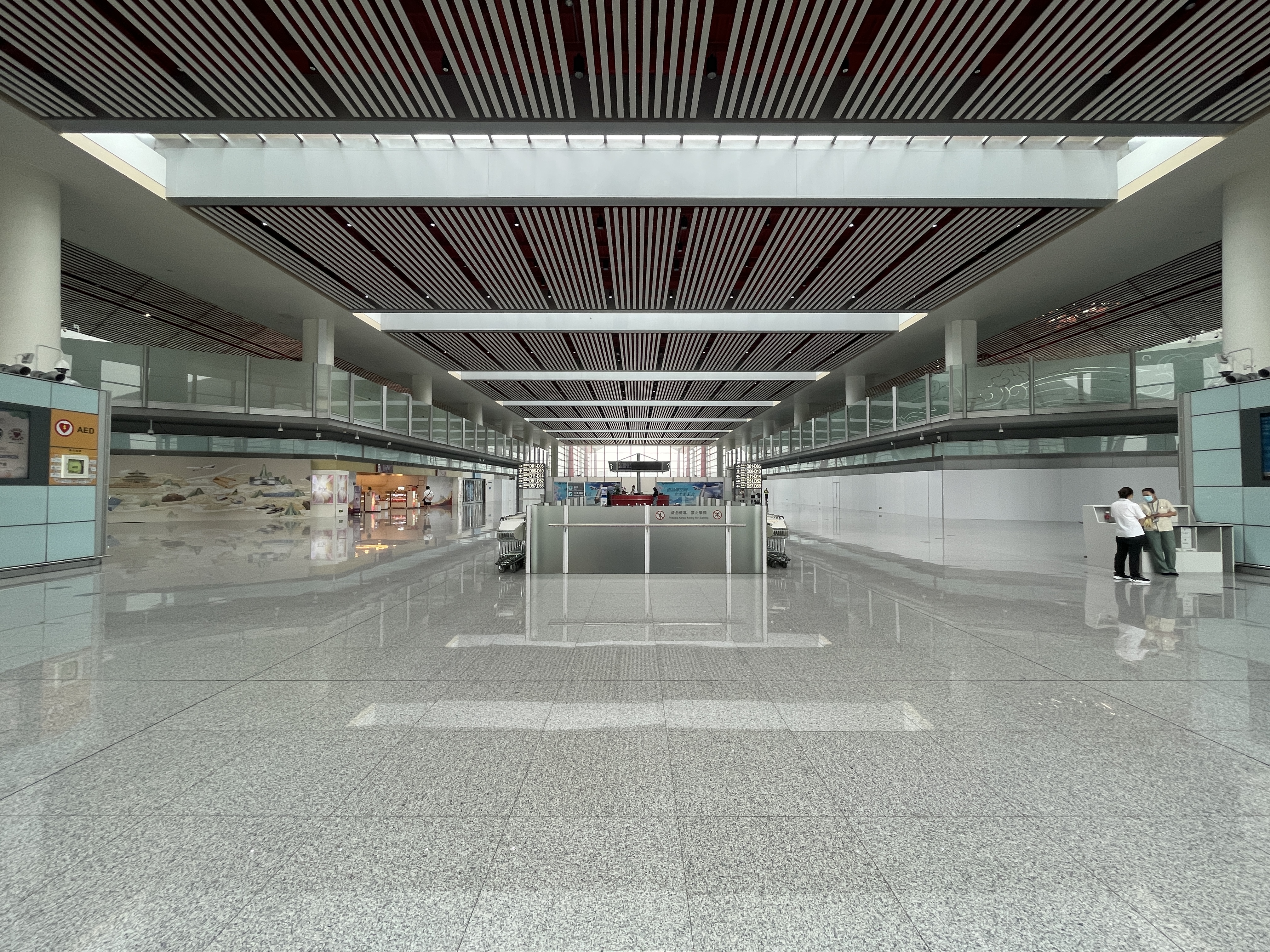
T3-D内部

三号航站楼采用了两座“Y”型大楼T3C、T3E和一座连接大楼T3D的设计，T3C连接陆侧交通和地面交通中心（GTC），负责中央值机处理与国内航线；T3E大楼负责国际航线；T3D则是辅助国内楼和专机楼。借助这样的功能安排，使得时间要求最紧张的国内航班旅客可以值机安检后迅速到达登机口；国际和港澳台旅客则拥有更开阔的商业和候机空间，较高效地安排了不同旅客的流线。大楼通过Y型设计，让旅客从自动捷运站步行到任意一个登机廊桥的时间不会超过45分钟。
为了避免航空旅行带来的疲惫和紧张感，大楼采用了大层高和通透化的室内设计。大楼在入港道路上方设计了跨度最大达到40米的挑檐，一定程度上消解了巨型航站楼带来的压迫感。内部层高最大达到30米，并且刻意控制立柱数量，柱间距达36米，减少了实体墙面，主要采用玻璃幕墙分隔空间，从而保证了旅客能够清晰地看见整座航站楼的运行情况，避免刚刚入港就面临狭小的功能分区而给人造成不适。自动捷运系统采用了与香港国际机场不同的策略，布置在地面层，且绝大部分运行区间都在室外。
航站楼采用“没有标识的标识”自然而然地引导旅客。在入港处，进入建筑的通道自然向下倾斜以引导旅客进入；航站楼屋顶通过色彩的渐变来指引旅客，从Y型大楼中央往两侧，屋顶颜色由红逐渐过渡为黄色，辅以自然光的引入与南北方向条纹设计，让旅客能够在机场内较容易地辨别方向。在国际候机楼T3E，到达层被布置在出发层之上，拥有更加开阔的空间，让到达的旅客减少压抑感和疲惫感。

### 楼层分布
以实际情况为准，部分功能区有所调整。因为冠状病毒疫情，原D、E区安检移动至C区出发层。
C区
| 5F  | 餐厅，购物区                 | |
| 4F  | 国际、国内出发               | 国内航班值机、国际航班值机、国际航班出境联检区（边防、安检）、国内航班D区安检、去往停车楼（首都机场线、停车场） |
| 3F  | 国内出发(C区)                | 国内航班C区安检、登机口、休息室、商铺                                                                           |
| 2F  | 国内出发(D区)、国际出发(E区) | APM自动旅客捷运系统通往D区、E区                                                                                 |
| 2F  | 国内到达、国际到达           | 国内行李提取A、C，国际行李提取B，去往停车楼（首都机场线、停车场）                                               |
| 1F  | 接驳交通                     | 机场大巴、长途车、机场接驳巴士（去往1、2号航站楼）                                                              |
| -1F | 接驳交通                     | 出租车 |

D区
| 3F  | 国内到达(D区)       | 暂不使用               |
| 2F  | 国内出发(D区)       | 登机口、休息室、商铺   |
| 1F  | 国内出发(D区)       |                        |
| -1F | APM自动旅客捷运系统 | 通往C区（到达层）、E区 |

E区
| 3F | 国际到达            | 国际航班入境联检区（检疫、边防、海关）                 |
| 2F | 国际出发            | 国际航班出境联检区（海关、检疫）、登机口、休息室、商铺 |
| 1F | APM自动旅客捷运系统 | 通往C区（到达层）、D区                                 |

GTC（交通中心）
| 2F  | 首都机场线3号航站楼站 | 通往3号航站楼出发层（东、西连廊）；到达层（中连廊） |
| 1F  | 缓冲层                | 派出所                                              |
| -1F | 计时停车区            |                                                     |
| -2F | 长期停车区            | 网约车上车点                                        |

### 内部设计

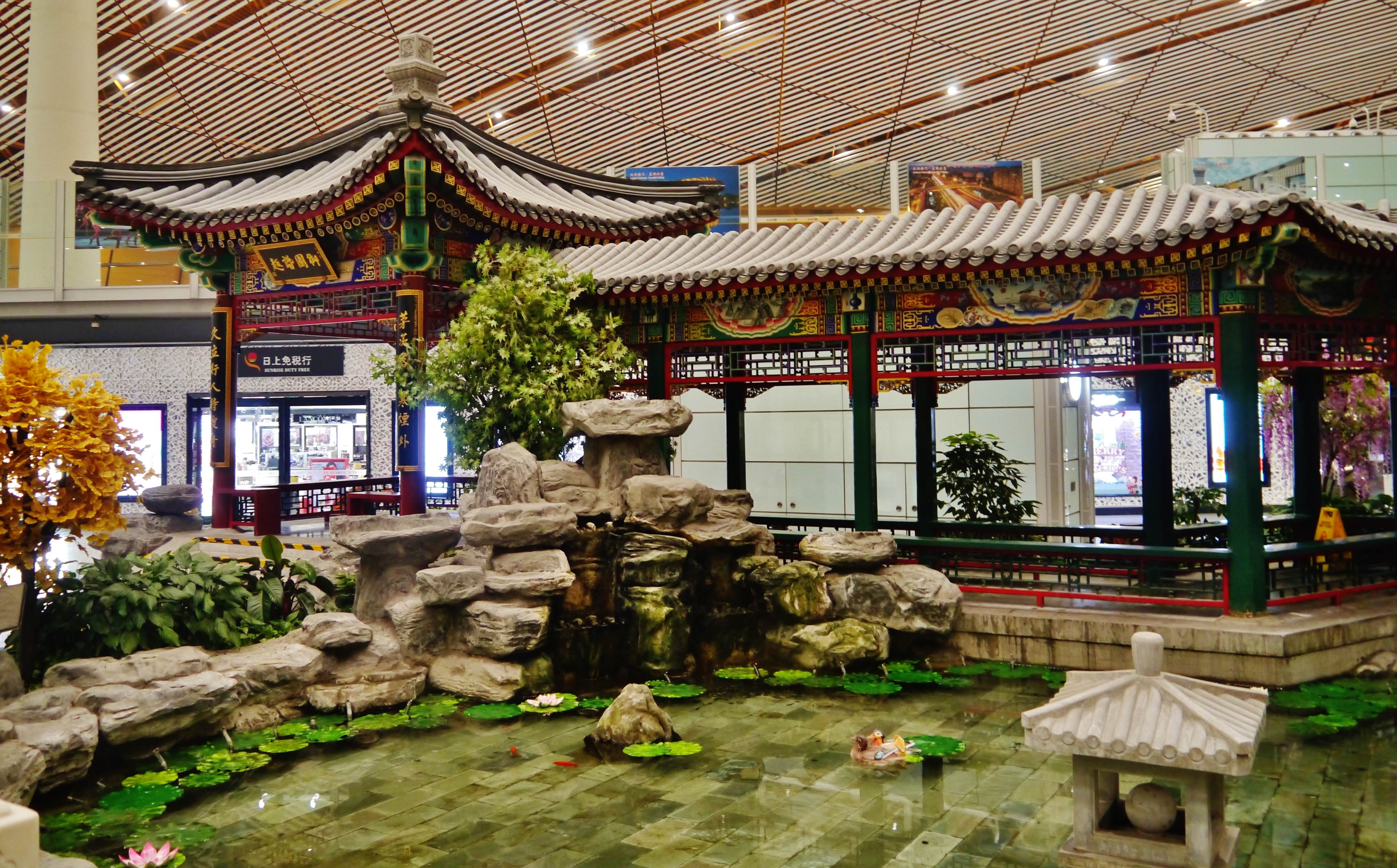
T3E国际区内的园林景观

航站楼在整体上通过颜色和造型意向来达成与中国传统文化的呼应。在颜色上，航站楼外部采用了与故宫相同的黄褐色屋顶和帝王红色立柱的配色方案，呼应北京的传统城市色彩。内部的天花板也采用红色与黄色的中国传统配色方案达到更加地方化的视觉效果。航站楼巨大的三维曲面屋顶虽然主要是出于功能需要，但因为形象上的相似而被解读为“飞龙”意象，而天窗也被解读为“龙鳞”。在绿化设计上，航站楼也刻意选择了充满北京特色的松树等当地植物。在航站楼内，运营方布置了10处传统风格的景观，包括以浑天仪为原型的“紫微辰恒”雕塑、四口铜缸的装置艺术“门海吉祥”、汉白玉雕塑“九龙献瑞”、中国传统风格休息室“曲苑风荷”与“高山流水”、园林景观“御园谐趣”与“吴门烟雨”、壁画“清明上河图”与“长城万里图”。但是不论是中方还是福斯特的设计团队均认为，这种直白的地域符号与航站楼在体量和风格上极不相称。

## 服务

### 使用该航站楼的航空公司

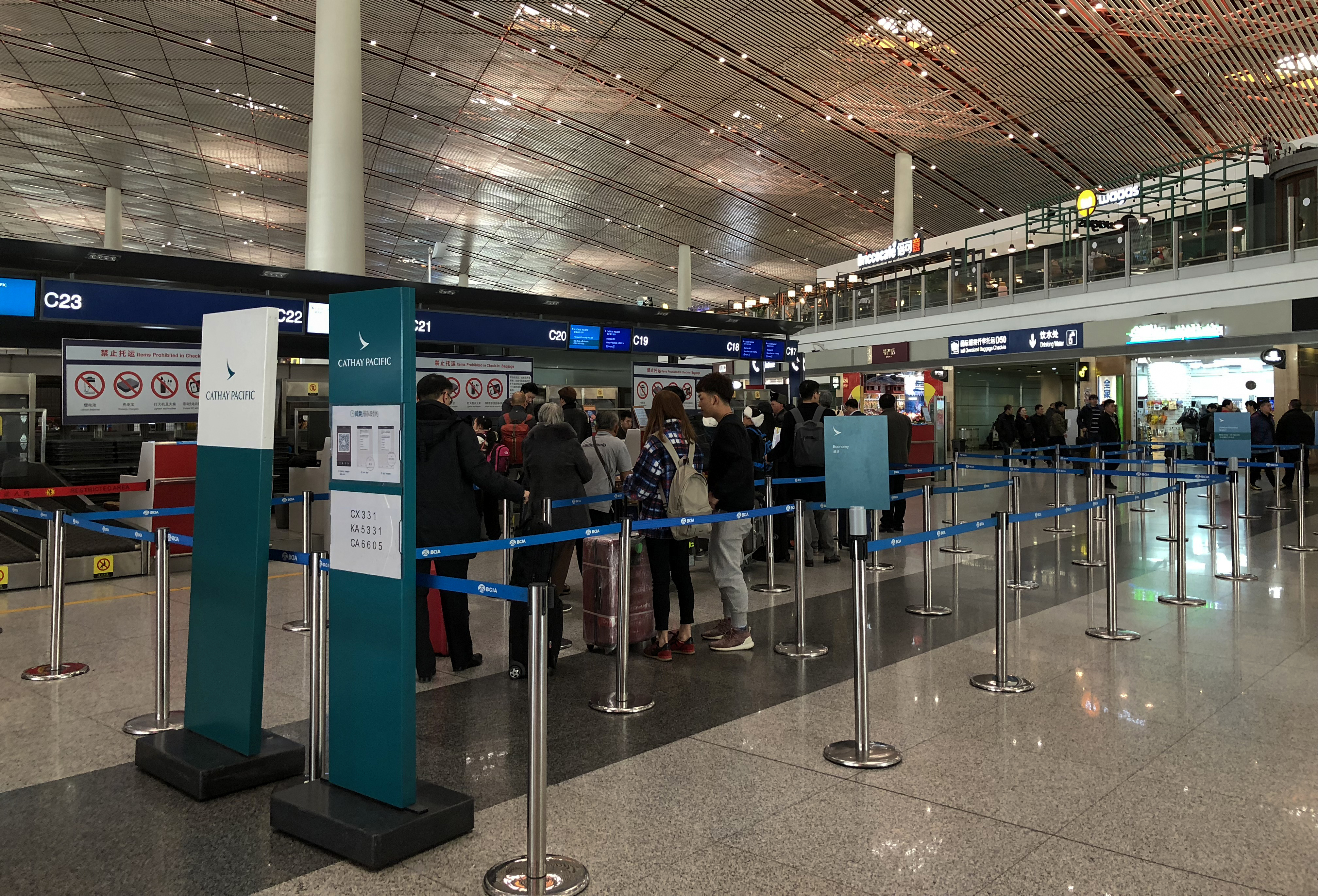
國泰航空值機櫃檯

2008年2月29日零时起，山东航空、四川航空、澳洲航空、卡塔尔航空、英國航空、以色列航空率先入驻3号航站楼。
2021年6月1日零时起，四川航空由3号航站楼转场回2号航站楼运营。
| 航空公司名称   | 航空公司代码 | 值机柜台                   |
| -------------- | ------------ | -------------------------- |
| 伊朗马汉航空   | W5           | C区                        |
| 浙江长龙航空   | GJ           | J区（经济舱）F区（头等舱） |
| 青岛航空       | QW           | J区                        |
| 夏威夷航空     | HA           | F区                        |
| 西藏航空       | TV           |                            |
| 俄罗斯环球航空 | GH           |                            |
| 毛里求斯航空   | MK           |                            |
| 波兰航空       | LO           |                            |
| 中国国际航空   | CA           |                            |
| 瑞士国际航空   | LX           |                            |
| 南非航空       | SA           |                            |
| 大连航空       | CA           |                            |
| 山东航空       | SC           |                            |
| 四川航空       | 3U           |                            |
| 奥地利航空     | OS           |                            |
| 北欧航空       | SK           |                            |
| 汉莎航空       | LH           |                            |
| 韩亚航空       | OZ           |                            |
| 加拿大航空     | AC           |                            |
| 美国联合航空   | UA           |                            |
| 全日空         | NH           |                            |
| 土耳其航空     | TK           |                            |
| 埃及航空       | MS           |                            |
| 泰国国际航空   | TG           |                            |
| 新加坡航空     | SQ           |                            |
| 芬兰航空       | AY           |                            |
| 国泰航空       | CX           |                            |
| 英国航空       | BA           |                            |
| 日本航空       | JL           |                            |
| 国泰港龙航空   | KA           |                            |
| 阿联酋航空     | EK           |                            |
| 以色列航空     | LY           |                            |
| 卡塔尔航空     | QR           |                            |
| 西伯利亚航空   | S7           |                            |
| 澳门航空       | NX           |                            |
| 中华航空       | CI           |                            |
| 阿提哈德航空   | EY           |                            |
| 长荣航空       | BR           |                            |
| 深圳航空       | ZH           |                            |
| 蒙古航空       | OM           |                            |
| 乌拉尔航空     | U6           |                            |
| 俄罗斯洲际航空 | UN           |                            |
| 埃塞俄比亚航空 | ET           |                            |
| 菲律宾航空     | PR           |                            |
| 马来西亚航空   | MH           |                            |
| 吉祥航空       | HO           |                            |

### 内部交通设施
航站楼内设有自动旅客捷运系统，联通航站楼的三个部分。捷运系统采用了庞巴迪公司的Innovia APM100技术，是中国内地首条无人驾驶的胶轮路轨系统。该捷运共设三站（T3C、T3D、T3E站），并在机场飞行区地下13米处设置维修车间（亦即其实质上的车辆基地）。在2020年之前，从T3C（值机柜台）出发开往T3E（国际/港澳台出发）的列车可能停靠T3D（国内出发/到达），但是从T3E出发的列车（国际/港澳台到达）则不会停靠T3D、而是跳站直接到达T3C（行李提取/海关）。
2020年3月至2023年1月間，受中國大陸2019冠状病毒病疫情防控政策的影响，大部分出入中國的國際航線暫停運行，目的地為北京的國際航班改至其他城市“第一入境點”降落，首都機場停運了APM系統，乘坐從北京出發的國際航班的旅客在T3C查驗登機牌、通過安全檢查後，需乘坐機場接駁巴士前往T3E完成離境邊防和海關檢查手續。
2019年11月，首都机场与中车浦镇庞巴迪运输系统有限公司（位于芜湖，现称“中车浦镇阿尔斯通运输系统有限公司”）签订旅客捷运系统车辆供货及升级改造合同，购置9辆CX-300R型列车，2021年7月举行首列新车发运仪式。

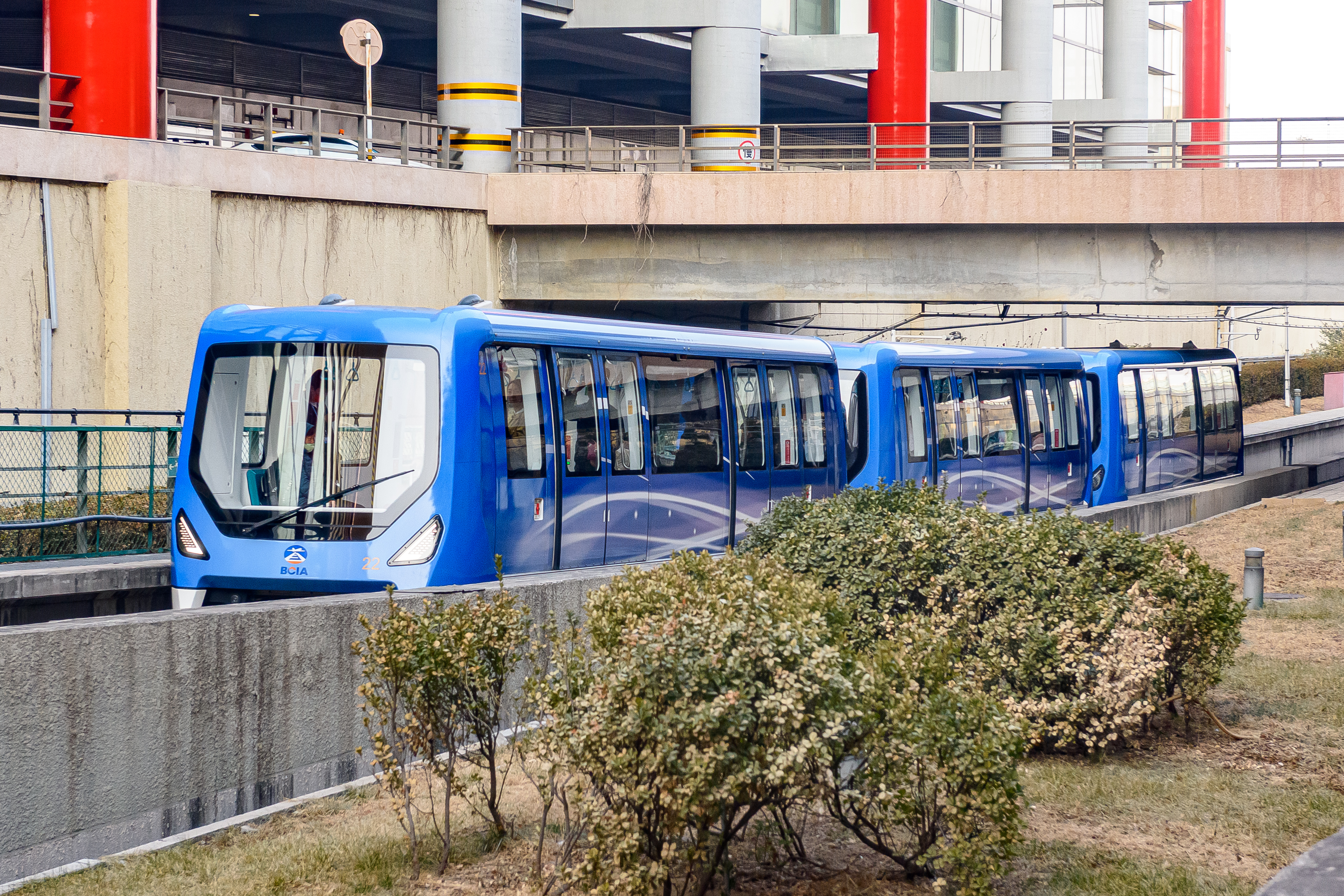
CX-300R型列车
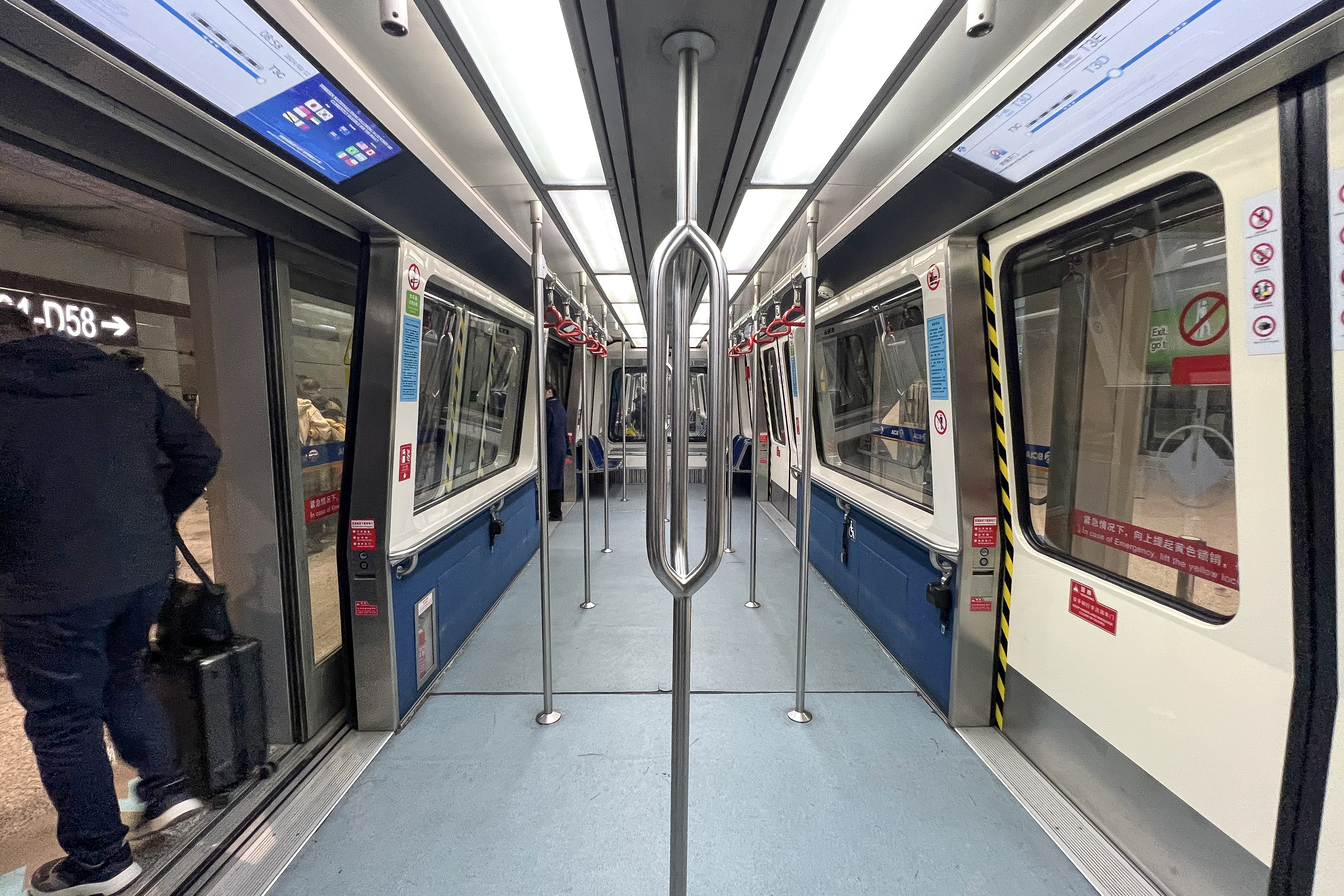
CX-100型车辆内部
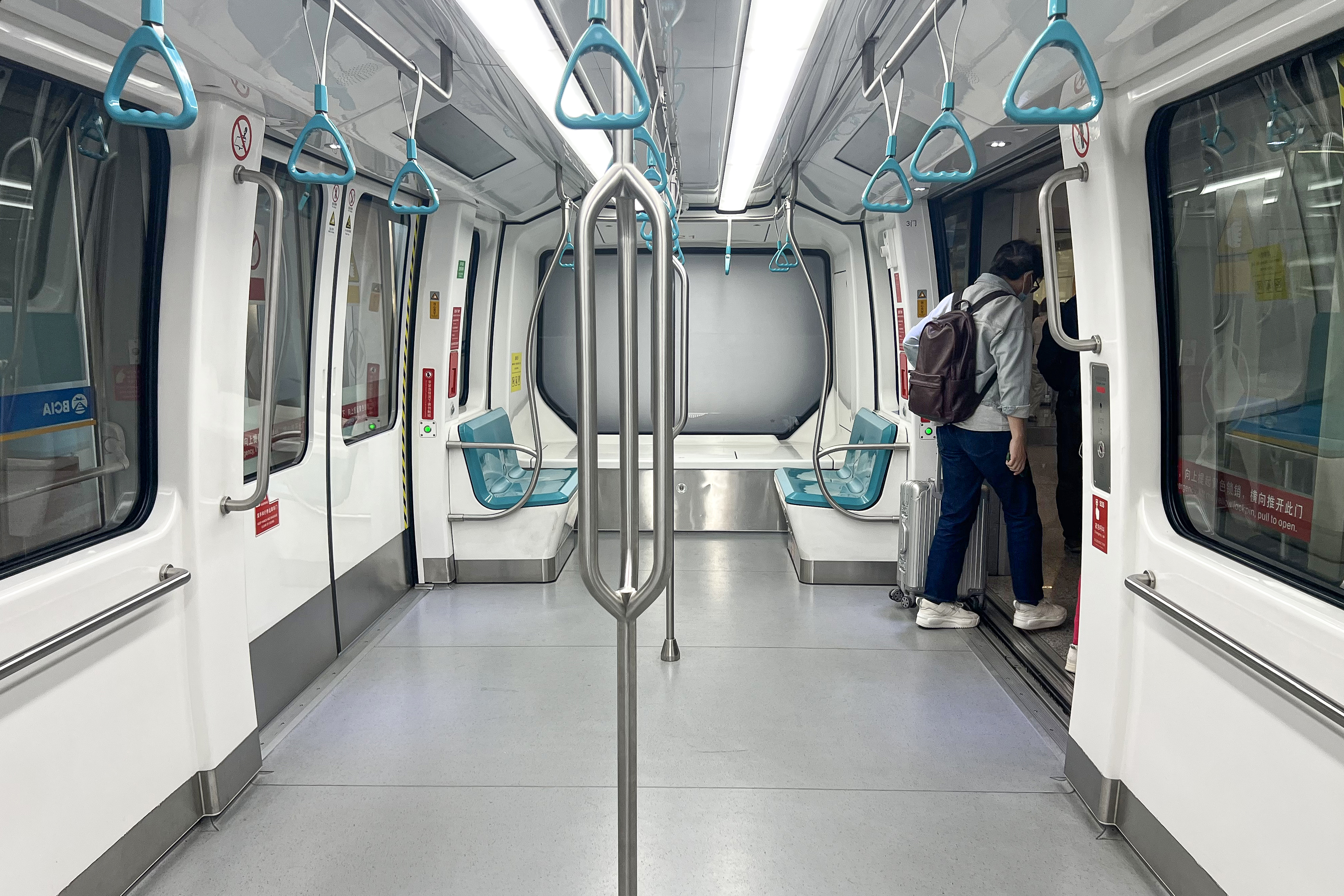
CX-300R型车辆内部
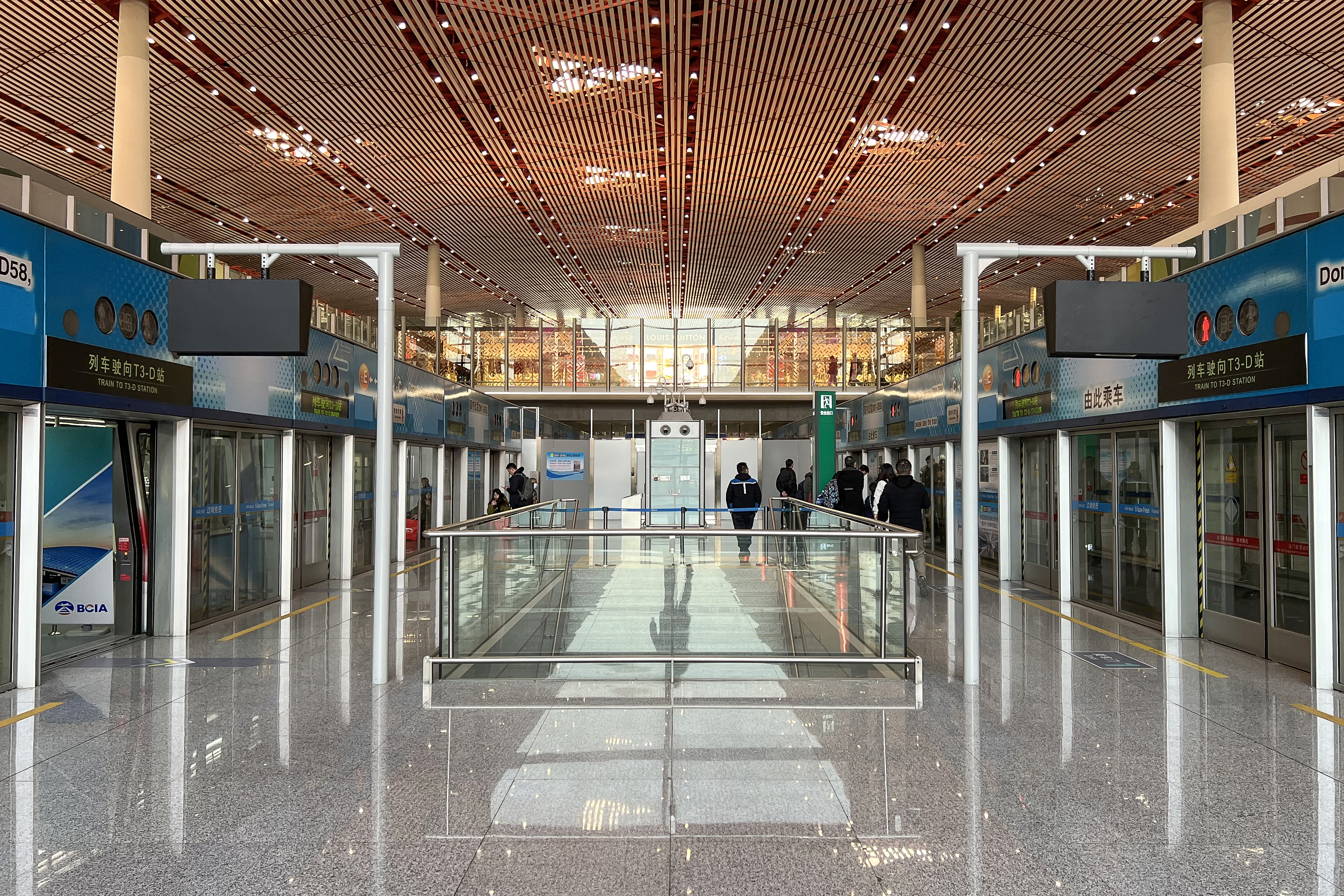
T3C国内出发区站台
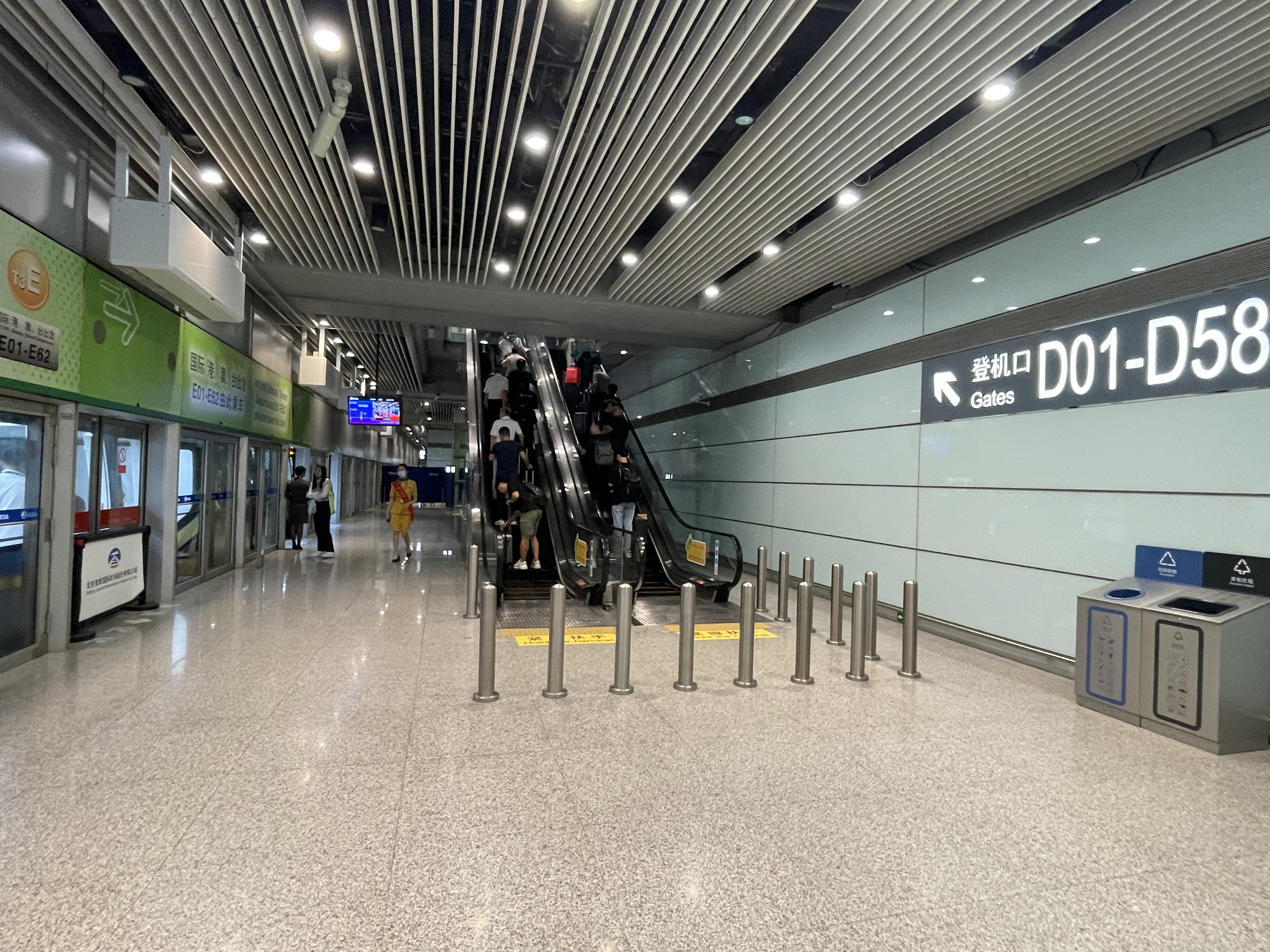
T3D北行站台
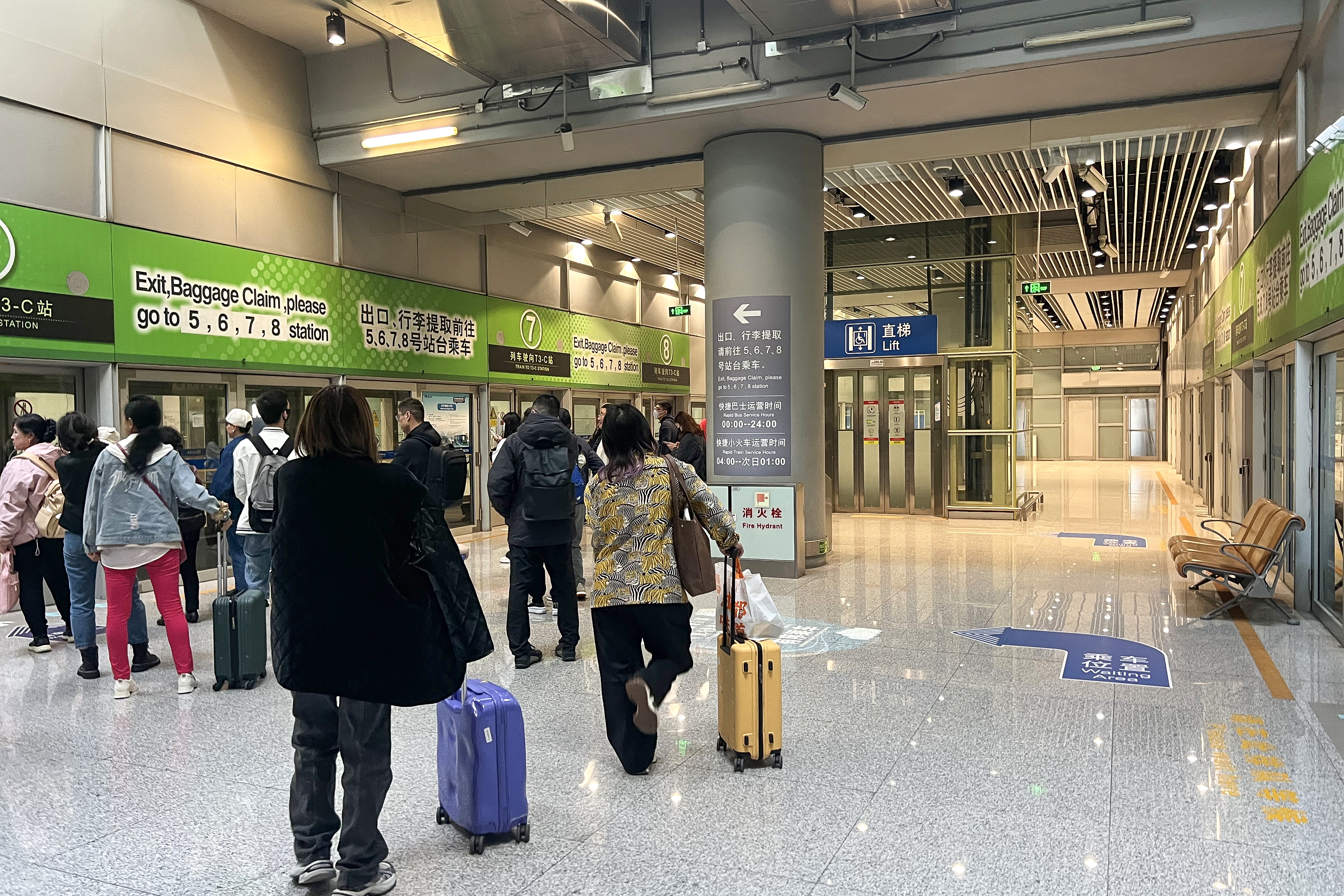
T3D南行站台
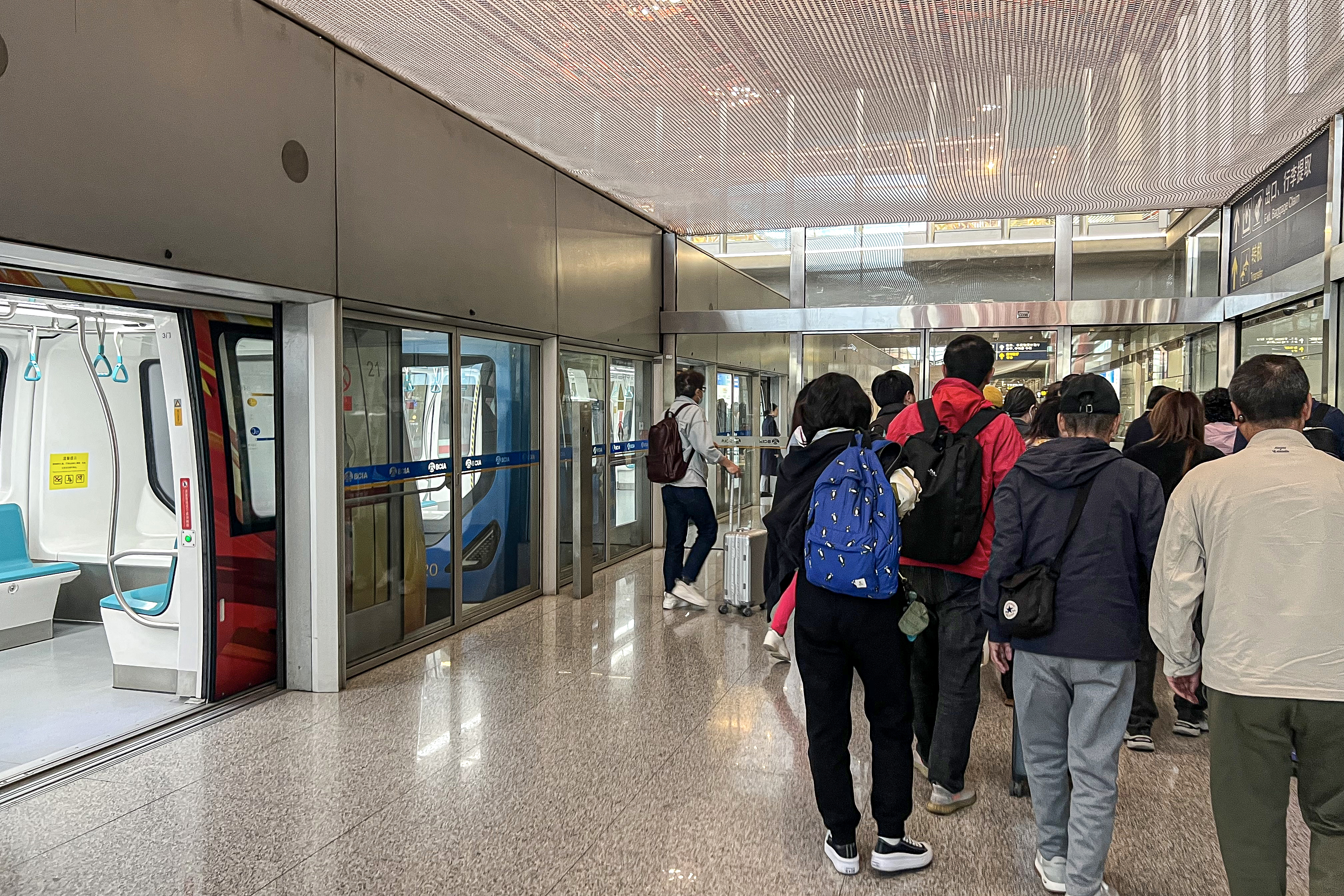
T3C国内到达区站台
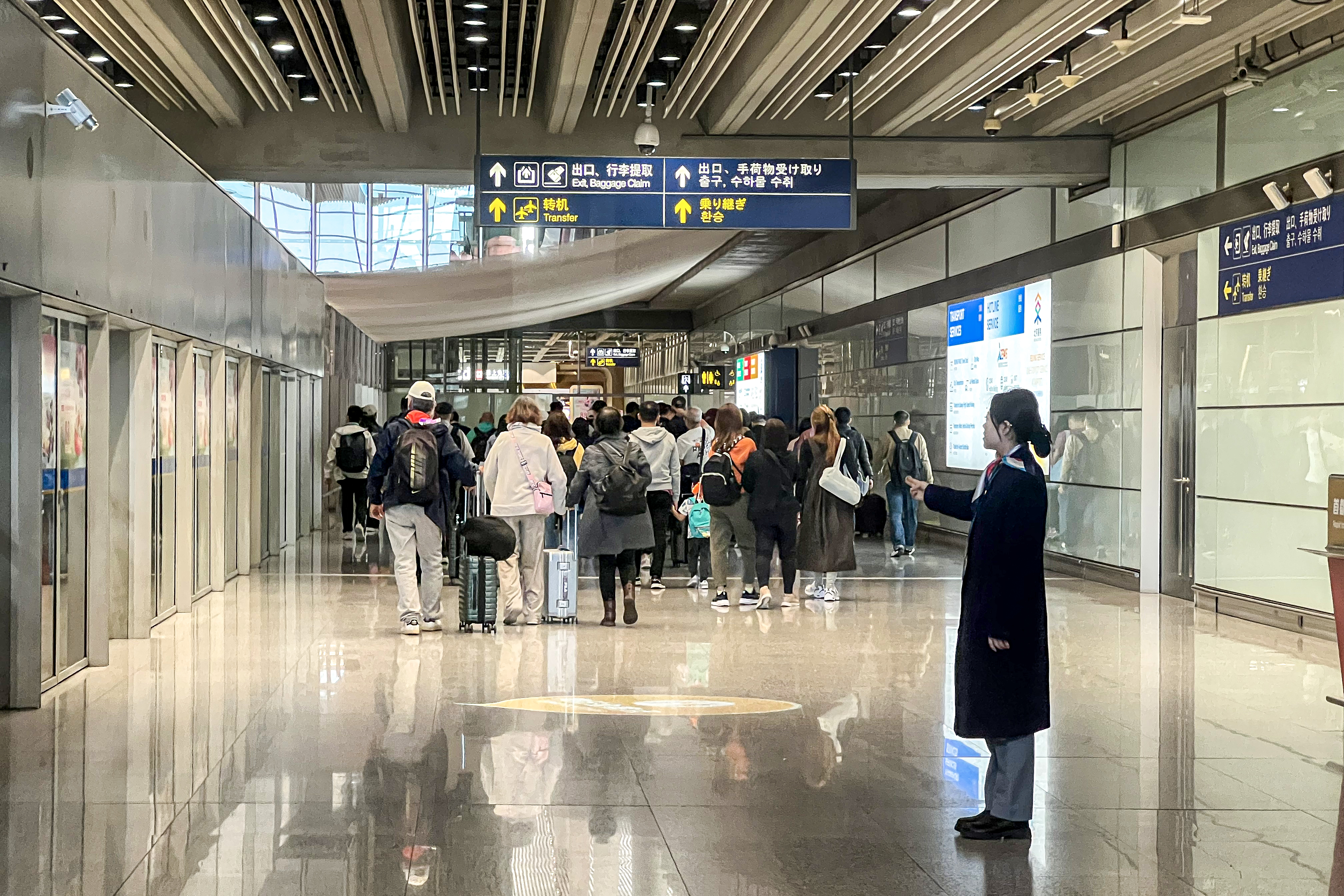
T3C国际/港澳台到达区站台

## 接驳交通

### 机场接驳巴士
在三号航站楼到达5号门外可搭乘航站楼间的接驳巴士。巴士全天候运营，线路为T3到达层5号门——T2出发层——T1出发层，和T2到达层7号门——T1到达层7号门——T3出发层

### 轨道交通
首都机场三号航站楼前的地面交通中心内设有北京地铁首都机场线3号航站楼站，线路另在首都机场二号航站楼、三元桥、东直门和北新桥设站，可通达北京市区，换乘2号线、5号线、10号线、12号线、13号线。3号航站楼站的站厅可接入航站楼4层出发大厅和2层到达大厅。
此外，3号航站楼2层到达大厅至首都机场线车站的入口旁设有境外来宾支付服务中心柜台。

### 公路交通
三号航站楼前港湾式落客平台连接首都机场第二高速。在地面交通中心地下一层、地下二层设置有停车区，目前开放地下一层A、B、C、D、E区和地下二层H区共4300个停车位，其中H区设置有可供约800辆網約車停放的蓄车区域，以及东/西两个网约车上客区。
从三号航站楼出发，有空港5、5区、7、8、9、10、11、13路通向顺义区各地；航站楼前有18条通往北京市区的市内机场巴士线路，8条服务顺义区和空港周边的空港公交线路，另有省际巴士线路通往华北各地。

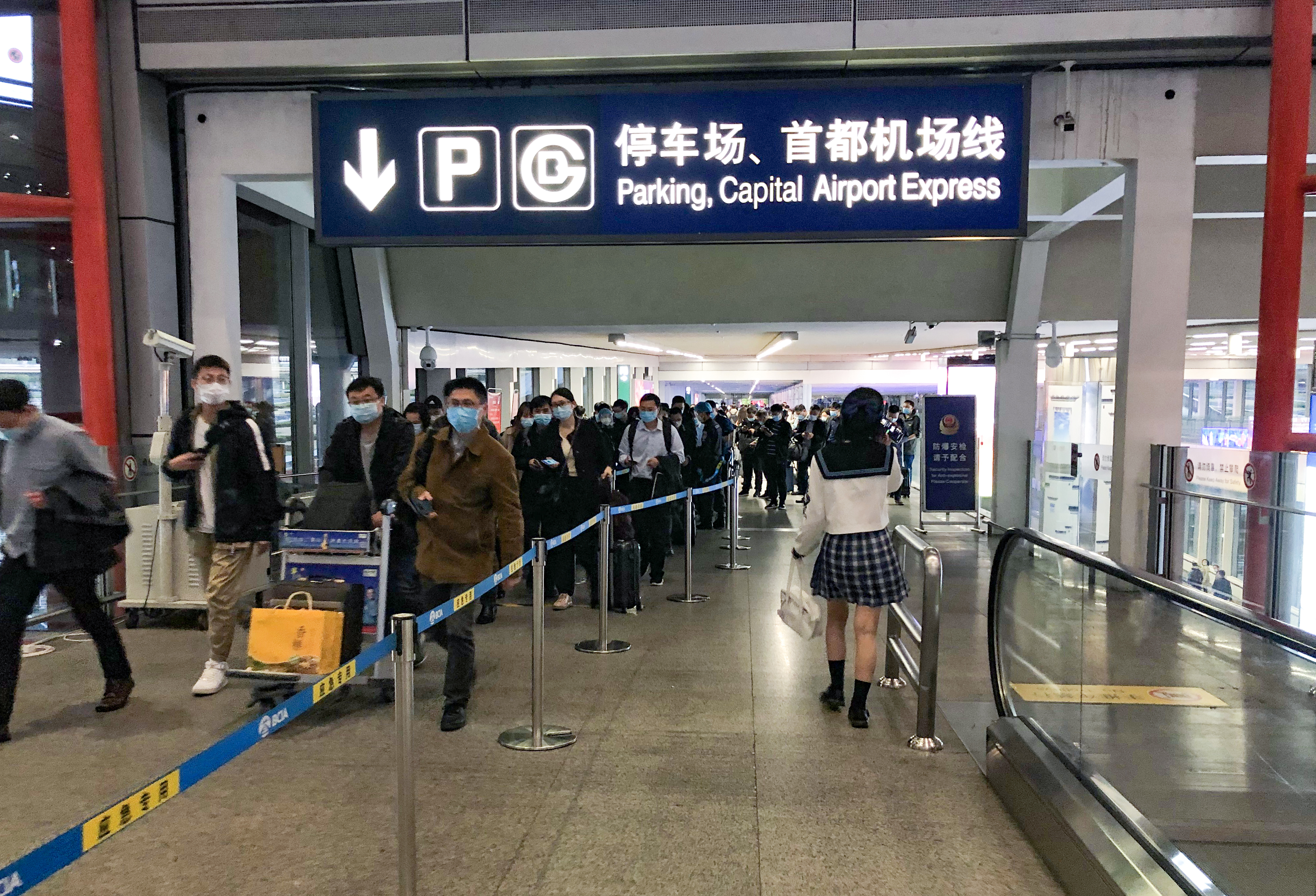
出发层通往地面交通中心的入口
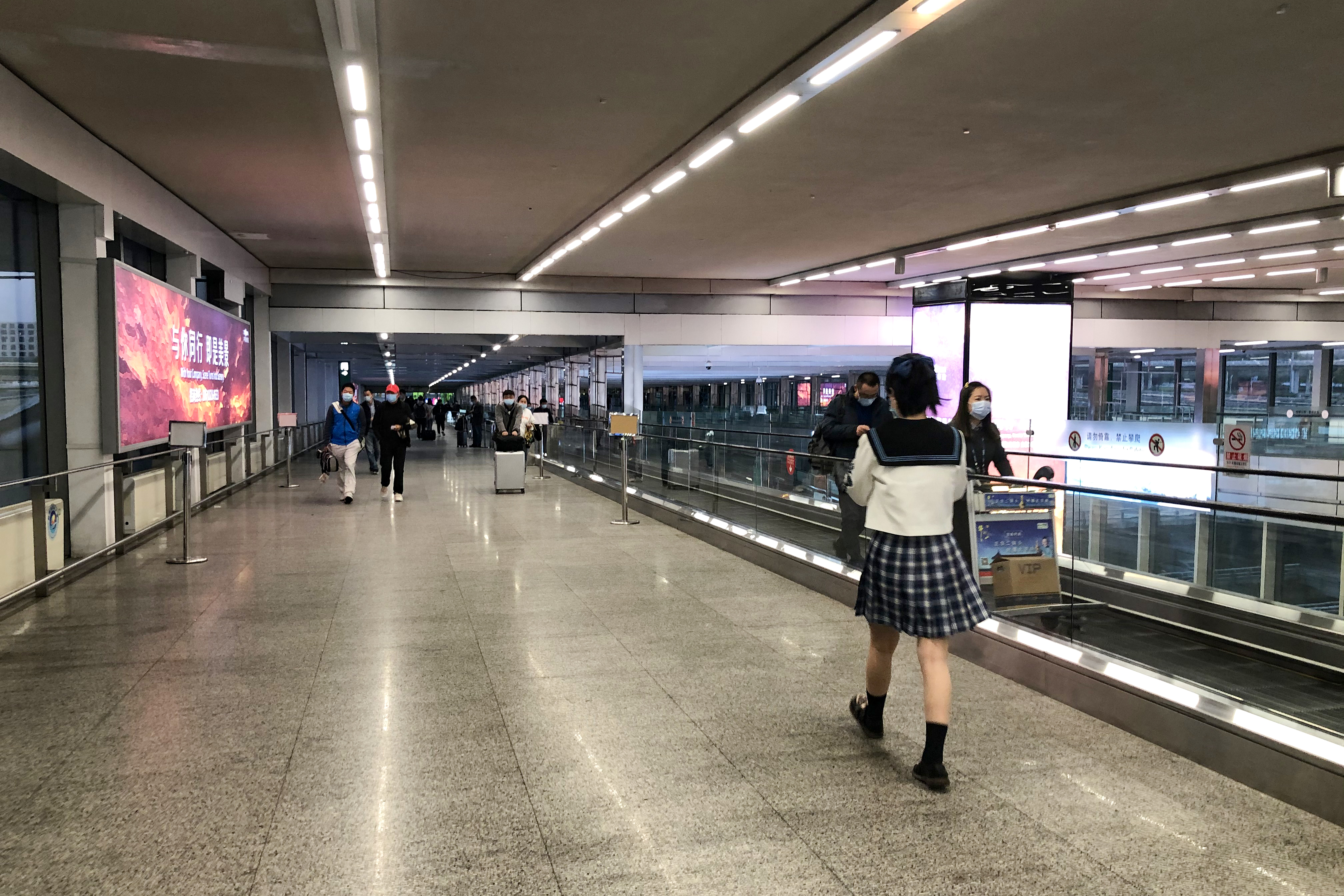
出发层至地面交通中心的通道
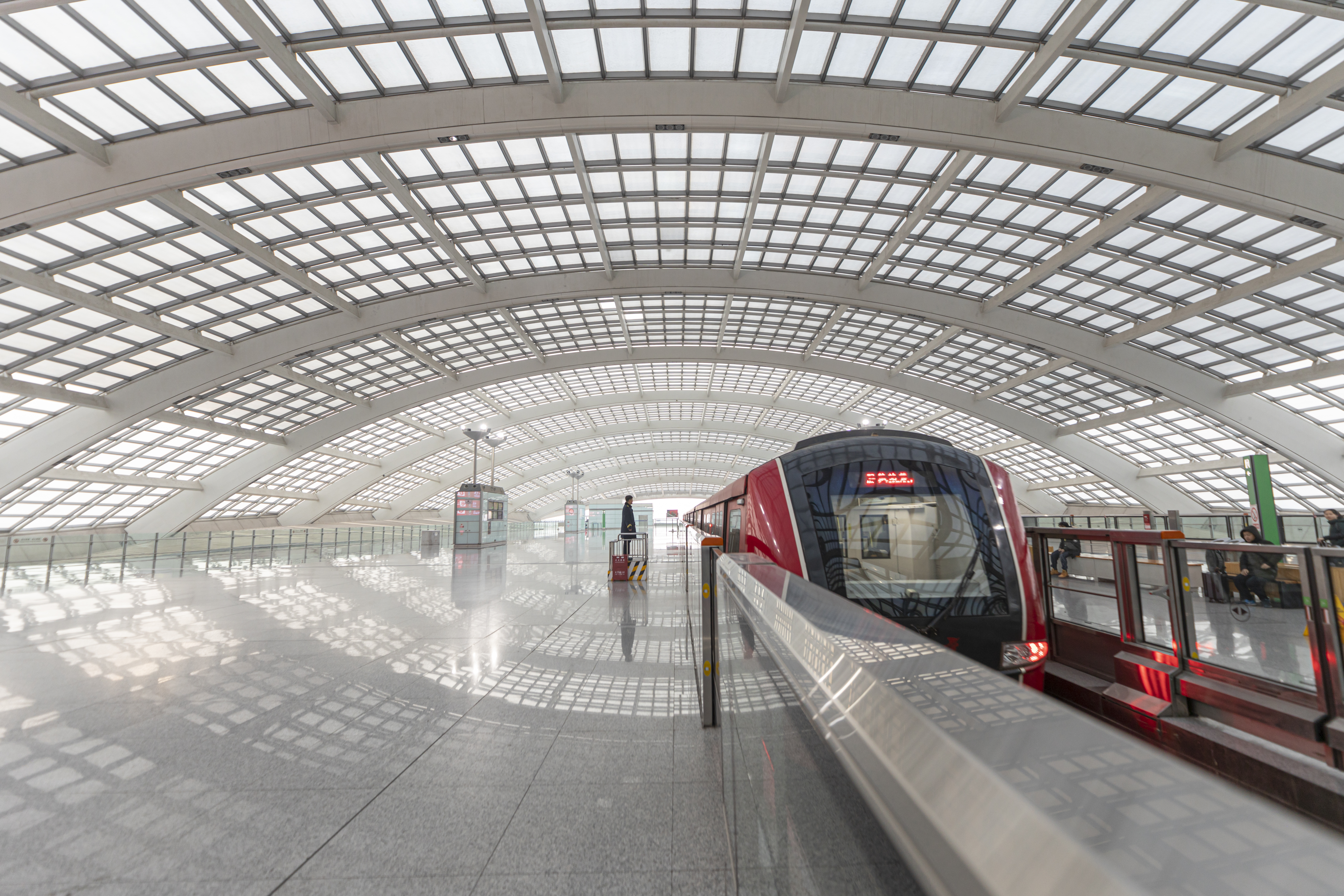
地铁首都机场线3号航站楼站
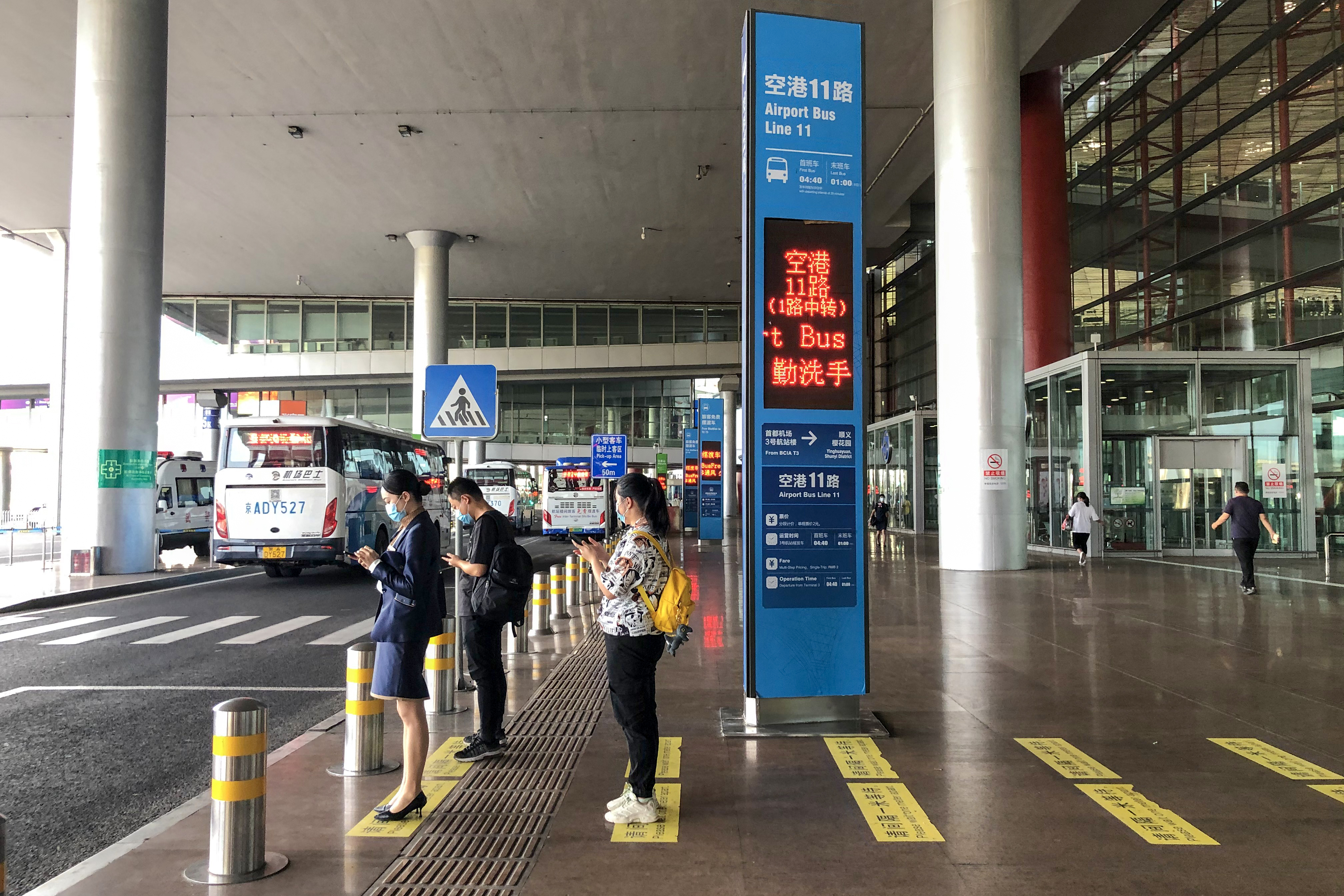
一层东部的空港公交线路站台
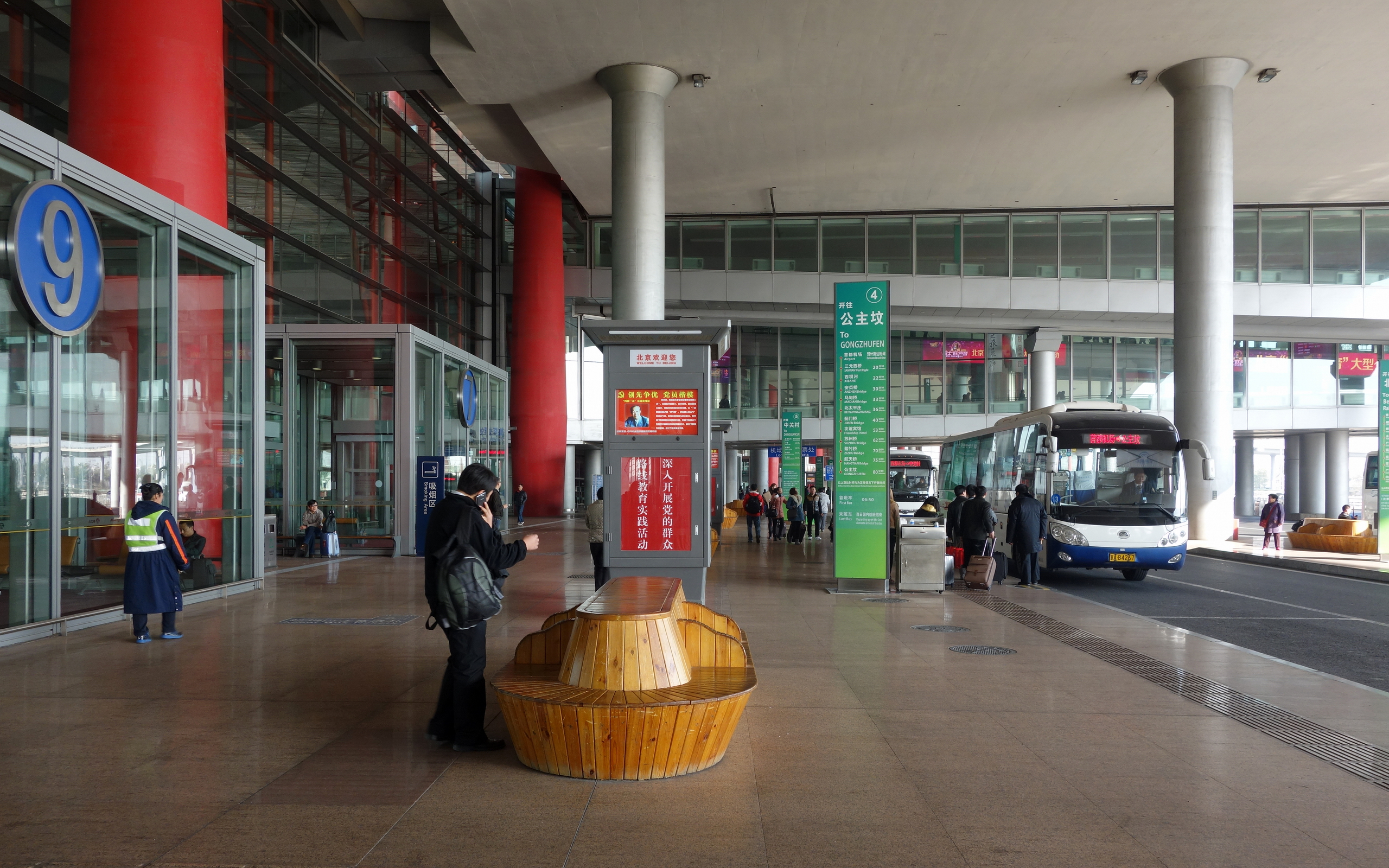
一层中部的市区方向机场公交站台